# Liste der Kulturdenkmale in Heidenau (Sachsen)
Die Liste der Kulturdenkmale Heidenau enthält die Kulturdenkmale der sächsischen Stadt Heidenau, die in der Denkmalliste vom Landesamt für Denkmalpflege Sachsen erfasst wurden. Die Anmerkungen sind zu beachten.
Diese Liste ist eine Teilliste der Liste der Kulturdenkmale im Landkreis Sächsische Schweiz-Osterzgebirge.
Diese Liste ist eine Teilliste der Liste der Kulturdenkmale in Sachsen.

## Legende
- Bild: Bild des Kulturdenkmals, ggf. zusätzlich mit einem Link zu weiteren Fotos des Kulturdenkmals im Medienarchiv Wikimedia Commons. Wenn man auf das Kamerasymbol klickt, können Fotos zu Kulturdenkmalen aus dieser Liste hochgeladen werden:
- Bezeichnung: Denkmalgeschützte Objekte und ggf. Bauwerksname des Kulturdenkmals
- Lage: Straßenname und Hausnummer oder Flurstücknummer des Kulturdenkmals. Die Grundsortierung der Liste erfolgt nach dieser Adresse. Der Link (Karte) führt zu verschiedenen Kartendiensten mit der Position des Kulturdenkmals. Fehlt dieser Link, wurden die Koordinaten noch nicht eingetragen. Sind diese bekannt, können sie über ein Tool mit einer Kartenansicht einfach nachgetragen werden. In dieser Kartenansicht sind Kulturdenkmale ohne Koordinaten mit einem roten bzw. orangen Marker dargestellt und können durch Verschieben auf die richtige Position in der Karte mit Koordinaten versehen werden. Kulturdenkmale ohne Bild sind an einem blauen bzw. roten Marker erkennbar.
- Datierung: Baubeginn, Fertigstellung, Datum der Erstnennung oder grobe zeitliche Einordnung entsprechend des Eintrags in der sächsischen Denkmaldatenbank
- Beschreibung: Kurzcharakteristik des Kulturdenkmals entsprechend des Eintrags in der sächsischen Denkmaldatenbank, ggf. ergänzt durch die dort nur selten veröffentlichten Erfassungstexte oder zusätzliche Informationen
- ID: Vom Landesamt für Denkmalpflege Sachsen vergebene, das Kulturdenkmal eindeutig identifizierende Objekt-Nummer. Der Link führt zum PDF-Denkmaldokument des Landesamtes für Denkmalpflege Sachsen. Bei ehemaligen Kulturdenkmalen können die Objektnummern unbekannt sein und deshalb fehlen bzw. die Links von aus der Datenbank entfernten Objektnummern ins Leere führen. Ein ggf. vorhandenes Icon  führt zu den Angaben des Kulturdenkmals bei Wikidata.

## Heidenau
| Bild                                    | Bezeichnung                                                                        | Lage                                                 | Datierung                                                                                      | Beschreibung | ID       |
| --------------------------------------- | ---------------------------------------------------------------------------------- | ---------------------------------------------------- | ---------------------------------------------------------------------------------------------- | --- | -------- |
| Direkt Bild zu diesem Denkmal hochladen | Stützpfeiler einer Kohleförderanlage                                               | (Flurstück 171) (Karte)                              | 1914–1915                                                                                      | Industrie- und ortsgeschichtlich Bedeutung | 09223078 |
| Direkt Bild zu diesem Denkmal hochladen | Eisenbahnbrücke                                                                    | (Karte)                                              | um 1910 (Eisenbahnbrücke)                                                                      | Eisenbahnbrücke über die Müglitz; genietete Stahlfachwerk-Brücke, Relikt eines ortsgeschichtlich bedeutenden Industriegleises | 09300347 |
| Direkt Bild zu diesem Denkmal hochladen | Brauerei Großsedlitz                                                               | Am Niederhof 1 (Karte)                               | 1930er Jahre (Brauerei)                                                                        | Ehemalige Brauerei; langgestreckter, zweigeschossiger Putzbau, ortsgeschichtlich von Bedeutung | 09221382 |
|                                         | Niederhof des Kammergutes Sedlitz (Rittergut Großsedlitz)                          | Am Niederhof 2; 2a; 2b; 2c; 2d (Karte)               | bez. 1726, Umbau 1936 (Haupthaus)                                                              | Ehemaliges Rittergut, später Teil eines Kammergutes, mit Haupthaus (Nr. 2a-2d) und zwei ehemaligen Wirtschaftsgebäuden (zu Wohnhäusern umgebaut, Nr. 2) sowie Hofmauer; ursprünglich zum Rittergut Großsedlitz gehörig (1555 als solches bezeichnet), später im Besitz des sächsischen Kurfürsten, der Oberhof ist das Gutsgelände direkt am Barockgarten Großsedlitz (siehe Heimweg), ortsgeschichtlich von Bedeutung | 09221381 |
|                                         | Mietshaus                                                                          | Beethovenstraße 2 (Karte)                            | 1890er Jahre (Mietshaus)                                                                       | Mietshaus in Ecklage und in offener Bebauung; gründerzeitliche Klinkerfassade, Eckbetonung durch Balkon, baugeschichtlich von Bedeutung | 09221394 |
|                                         | Mietshaus                                                                          | Beethovenstraße 4 (Karte)                            | um 1900 (Mietshaus)                                                                            | Mietshaus in offener Bebauung; gründerzeitlicher Putzbau mit interessant gestalteten, hölzernen Balkons, baugeschichtlich von Bedeutung | 09221395 |
|                                         | Mietshaus                                                                          | Beethovenstraße 6 (Karte)                            | 1890er Jahre (Mietshaus)                                                                       | Mietshaus in Ecklage und in offener Bebauung; stattlicher gründerzeitlicher Klinkerbau, Eckbetonung durch Balkons, Seitenrisalite mit Dreiecksgiebel, baugeschichtlich von Bedeutung | 09221396 |
| Weitere Bilder                          | Sachgesamtheit Südfriedhof Heidenau                                                | Beethovenstraße 12 (Karte)                           | 1920er Jahre (Friedhof)                                                                        | Sachgesamtheit Südfriedhof Heidenau mit folgenden Einzeldenkmalen: Kapelle, Einfriedung, Kriegerdenkmal für die Gefallenen des Ersten Weltkrieges und Fremdarbeitergrab, dazu der Friedhof (Gartendenkmal) mit geschnittenen Lindenalleen und Lindenbaumreihen; von ortsgeschichtlicher Bedeutung | 09304451 |
|                                         | Südfriedhof Heidenau (Einzeldenkmal zu ID-Nr. 09304451)                            | Beethovenstraße 12 (Karte)                           | 1920er Jahre (Friedhofseinfriedung); nach 1918 (Kriegerdenkmal); nach 1945 (Fremdarbeitergrab) | Einzeldenkmale der Sachgesamtheit Südfriedhof Heidenau: Kapelle, Einfriedung, Kriegerdenkmal für die Gefallenen des Ersten Weltkrieges und Fremdarbeitergrab; ortsgeschichtlich von Bedeutung | 09221755 |
|                                         | Wohnhaus                                                                           | Beethovenstraße 21 (Karte)                           | um 1905 (Wohnhaus)                                                                             | Wohnhaus in offener Bebauung, mit Einfriedung; stattlicher, einfacher Putzbau mit verschiefertem Fachwerk und Schnitzereien im Giebel, baugeschichtlich von Bedeutung | 09221757 |
|                                         | Mehrfamilienwohnhaus                                                               | Beethovenstraße 27 (Karte)                           | 1930er Jahre (Mehrfamilienwohnhaus)                                                            | Mehrfamilienhaus einer Wohnanlage; typischer Siedlungsbau der 1920er Jahre, mit Putzgliederung, baugeschichtlich von Bedeutung | 09221769 |
|                                         | Mietshaus                                                                          | Dohnaer Straße 24 (Karte)                            | um 1910 (Mietshaus)                                                                            | Mietshaus in Ecklage und in offener Bebauung; kräftig gegliederter Putzbau mit Dachhäuschen, im Reformstil der Zeit um 1910, baugeschichtlich von Bedeutung | 09221665 |
|                                         | Wohnanlage Dohnaer Straße                                                          | Dohnaer Straße 28 (Karte)                            | 1930er Jahre (Mehrfamilienwohnhaus)                                                            | Mehrfamilienhaus einer Wohnanlage; schlichter traditionalistischer Putzbau mit hervorgehobenem Eingang, baugeschichtlich von Bedeutung | 09221762 |
|                                         | Wohnanlage Dohnaer Straße                                                          | Dohnaer Straße 30; 32; 34; 36; 38; 40 (Karte)        | 1930er Jahre (Mehrfamilienwohnhaus)                                                            | Mehrfamilienhaus (mit sechs Eingängen) einer Wohnanlage; Wohnhauszeile von der Straße zurückgesetzt, schlichter traditionalistischer Putzbau mit hervorgehobenen Eingängen, baugeschichtlich von Bedeutung | 09221761 |
|                                         | Wohnanlage Dohnaer Straße                                                          | Dohnaer Straße 42 (Karte)                            | 1930er Jahre (Mehrfamilienwohnhaus)                                                            | Mehrfamilienhaus einer Wohnanlage; schlichter traditionalistischer Putzbau mit hervorgehobenem Eingang, baugeschichtlich von Bedeutung | 09221760 |
|                                         | Max-Walther-Brücke                                                                 | Dresdner Straße (Karte)                              | 19. Jh. (Brücke); nach 1945 (Gedenktafel)                                                      | Straßenbrücke über die Müglitz, mit Gedenktafel für Max Walther; Bogenbrücke mit zwei Sandsteinbögen, Gedenktafel zur Erinnerung an den Heimatforscher Max Walther (1879–1944), ortsgeschichtliche und verkehrsgeschichtliche Bedeutung | 09221628 |
|                                         | Mietshaus                                                                          | Erna-Scholz-Straße 2 (Karte)                         | 1890er Jahre (Mietshaus)                                                                       | Mietshaus in offener Bebauung; gründerzeitliche Putzfassade mit Balkons, baugeschichtliche Bedeutung | 09222889 |
|                                         | Doppelmietshaus                                                                    | Franz-Schubert-Straße 2; 4 (Karte)                   | um 1870 (Doppelmietshaus)                                                                      | Doppelmietshaus in offener Bebauung; gründerzeitliches Doppelwohnhaus mit schlichter, spätklassizistisch wirkender Fassade, baugeschichtliche Bedeutung | 09221802 |
|                                         | Mietshaus                                                                          | Franz-Schubert-Straße 12 (Karte)                     | Ende 19. Jh. (Mietshaus)                                                                       | Mietshaus in offener Bebauung und in Ecklage, mit Einfriedung; gründerzeitliche Putzfassade, Eckbetonung durch Balkons, baugeschichtlich von Bedeutung | 09221786 |
|                                         | Mietshaus                                                                          | Friedrich-Engels-Straße 1 (Karte)                    | Ende 19. Jh. (Mietshaus)                                                                       | Mietshaus in Ecklage und in offener Bebauung, mit Einfriedung; mit Eckladen, stattlicher Putzbau mit Sandsteingliederungen, im Stil des Späthistorismus, baugeschichtlich von Bedeutung | 09221594 |
|                                         | Wohnhaus                                                                           | Friedrich-Engels-Straße 9 (Karte)                    | um 1900 (Wohnhaus)                                                                             | Wohnhaus in offener Bebauung; schlichter gründerzeitlicher Putzbau mit Schmuckfachwerk, baugeschichtlich von Bedeutung | 09221614 |
|                                         | Mietshaus                                                                          | Friedrich-Engels-Straße 21 (Karte)                   | um 1900 (Mietshaus)                                                                            | Mietshaus in offener Bebauung; gründerzeitlicher Putzbau mit Schmuckfachwerk und Holzvorbauten, baugeschichtlich von Bedeutung | 09221608 |
|                                         | Mietshaus                                                                          | Friedrich-Engels-Straße 22 (Karte)                   | um 1900 (Mietshaus)                                                                            | Mietshaus in offener Bebauung; gründerzeitlicher Putzbau mit Schmuckfachwerk, baugeschichtlich von Bedeutung | 09221609 |
| Weitere Bilder                          | Sachgesamtheit Wohnanlage Fritz-Gumpert-Platz                                      | Fritz-Gumpert-Platz 2; 4; 6; 8 (Karte)               | lt. Auskunft 1912 (Wohnanlage)                                                                 | Sachgesamtheit Wohnanlage Fritz-Gumpert-Platz mit den Einzeldenkmalen: Mehrfamilien- und Reihenhäuser einer Wohnanlage (siehe Einzeldenkmale ID-Nr. 09221400, ID-Nr. 09221610, ID-Nr. 09221404, ID-Nr. 09221401, ID-Nr. 09221403 und ID-Nr. 09221402) einschließlich Vorgärten und Siedlungsgrün (Gartendenkmal) – gartenstadtähnliche genossenschaftliche Wohnanlage, im Reform- und Heimatstil der Zeit um 1910, baugeschichtlich, städtebaulich und ortsgeschichtlich von Bedeutung                                                                              | 09304300 |
| Weitere Bilder                          | Wohnanlage Fritz-Gumpert-Platz (Einzeldenkmale zu ID-Nr. 09304300)                 | Fritz-Gumpert-Platz 2; 4; 6 (Karte)                  | lt. Auskunft 1912 (Wohnanlage)                                                                 | Einzeldenkmale der Sachgesamtheit Wohnanlage Fritz-Gumpert-Platz: Mehrfamilienhäuser einer Wohnanlage – gartenstadtähnliche genossenschaftliche Wohnanlage, im Reform- und Heimatstil der Zeit um 1910, baugeschichtlich, städtebaulich und ortsgeschichtlich von Bedeutung | 09221400 |
|                                         | Lutherkirche                                                                       | Fröbelstraße 3 (Karte)                               | 1931 (Kirche)                                                                                  | Kirche; Saalbau mit Satteldach, Kirche im Stil der 1920er Jahre mit expressionistischen Anklängen, baugeschichtlich und ortsgeschichtlich von Bedeutung (einzeln stehender Glockenturm: siehe Martin-Luther-Straße) | 09221663 |
|                                         | Kath. Pfarrei und Kirche St. Georg                                                 | Fröbelstraße 5 (Karte)                               | 1937 (Kirche); bez. 1926 (Pfarrhaus)                                                           | Kath. Kirche, damit verbunden Pfarrhaus (mit Gemeindesaal); einfache Saalkirche mit Rechteckchor und Nordturm, im traditionalistischen Stil der 1920er/1930er Jahre, Anlehnung an den neoromanischen Stil, baugeschichtlich und ortsgeschichtlich von Bedeutung | 09221662 |
| Weitere Bilder                          | Ehem. Rockstroh-Werke; VEB Druckmaschinenwerk Victoria                             | Geschwister-Scholl-Straße 1 (Karte)                  | 1890er Jahre (Fabrikgebäude); um 1930 (Hauptgebäude der Fabrik)                                | Drei Fabrikgebäude und Einfriedung des ehemaligen Druckmaschinenwerkes; Hauptbau ein sachlicher Skelettbau der 1920er/1930er Jahre, zwei ältere Ziegelbauten des 19. Jahrhunderts im Stil des Historismus, baugeschichtliche, technikhistorische und ortsgeschichtliche Bedeutung | 09221413 |
|                                         | Mietshaus                                                                          | Geschwister-Scholl-Straße 3 (Karte)                  | 1890er Jahre (Mietshaus)                                                                       | Mietshaus in offener Bebauung und Ecklage; Kopfbau an einem kleinen Platz, gründerzeitliche Klinkerfassade, Eckbetonung, Seitenrisalit mit Balkons, baugeschichtlich von Bedeutung | 09221772 |
|                                         | Mietvilla                                                                          | Geschwister-Scholl-Straße 21 (Karte)                 | bez. 1899 (Mietvilla)                                                                          | Mietvilla mit Einfriedung; repräsentatives Wohnhaus im Stil des Historismus, mit Eckturm, Reste der originalen Ausstattung erhalten, baugeschichtlich von Bedeutung | 09221393 |
|                                         | Mietshaus                                                                          | Geschwister-Scholl-Straße 25 (Karte)                 | 1890er Jahre (Mietshaus)                                                                       | Mietshaus in offener Bebauung, mit Stützmauer und Einfriedung; gründerzeitlicher Putzbau mit zwei Seitenrisaliten, mit aufwändig gestalteten Giebeln und Balkons, baugeschichtlich von Bedeutung | 09221392 |
|                                         | Mietshaus                                                                          | Geschwister-Scholl-Straße 31 (Karte)                 | 1890er Jahre (Mietshaus)                                                                       | Mietshaus in offener Bebauung, mit Stützmauer und Einfriedung; mächtiger gründerzeitlicher Putzbau, die beiden Seitenrisalite durch zwei Erker und Volutengiebel betont, baugeschichtlich von Bedeutung | 09221391 |
| Weitere Bilder                          | Pestalozzi-Gymnasium                                                               | Hauptstraße 37 (Karte)                               | 1902 (Schule)                                                                                  | Schulbau mit Turnhalle und Einfriedung; großer repräsentativer Schulbau, im Stil des Späthistorismus, teilweise mit Jugendstildekoration, baugeschichtliche und ortsgeschichtliche Bedeutung | 09221661 |
|                                         | Wohnanlage Fritz-Gumpert-Platz (Einzeldenkmale zu ID-Nr. 09304300)                 | Hauptstraße 83; 85; 87; 89; 91; 93; 95; 97 (Karte)   | lt. Auskunft 1912 (Mehrfamilienwohnhaus)                                                       | Einzeldenkmale der Wohnanlage Fritz-Gumpert-Platz: Mehrfamilienhäuser einer Wohnanlage; gartenstadtähnliche genossenschaftliche Wohnanlage, im Reform- und Heimatstil der Zeit um 1910, baugeschichtlich, städtebaulich und ortsgeschichtlich von Bedeutung | 09221610 |
| Direkt Bild zu diesem Denkmal hochladen | Pechhütte                                                                          | Hauptstraße 121 (Karte)                              | um 1900 (Wohnhaus)                                                                             | Wohnhaus in offener Bebauung, mit unterirdischem Gang sowie Wasserrad und Gedenkstein; gründerzeitlicher Putzbau mit Ziegelgliederung und Gesprengegiebel, Gedenkstein für die ehemalige Sarische Mühle, ortsgeschichtlich von Bedeutung | 09221383 |
| Direkt Bild zu diesem Denkmal hochladen | Gedenkstein                                                                        | Hauptstraße 121 (Karte)                              | 1910 (Gedenkstein)                                                                             | Gedenkstein; wahrscheinlich zum 45. Geburtstag des sächsischen Königs Friedrich August III. (1865–1932) errichtet, geschichtlich von Bedeutung | 09223072 |
|                                         | Karl-Liebknecht-Platz mit VdN-Ehrenmal                                             | Karl-Liebknecht-Platz (Karte)                        | Anfang 20. Jh. (Stadtplatz); 1961 (VdN-Denkmal)                                                | Stadtplatz (Gartendenkmal) mit Gedenkanlage für die Opfer des Faschismus; als Grünanlage gestalteter Stadtplatz mit diagonal verlaufenden Alleen, gartenkünstlerisch und stadtgeschichtlich von Bedeutung | 09221696 |
|                                         | Villa                                                                              | Karl-Liebknecht-Platz 2 (Karte)                      | um 1900 (Villa)                                                                                | Villa mit Einfriedung und Toreinfahrt; kleine neobarocke Villa, mit Terrassenvorbau und Altan, baugeschichtlich von Bedeutung | 09221784 |
|                                         | Wohnanlage Lessingstraße                                                           | Lessingstraße 7; 9; 11; 13; 15; 17; 19 (Karte)       | 1930er Jahre (Mehrfamilienwohnhaus)                                                            | Mehrfamilienhaus (mit sieben Eingängen) einer Wohnanlage; typischer Siedlungsbau der 1920/1930er Jahre, ehemals mit Putzgliederung, dreiteilige Mietshauszeile, von der Straße zurückgesetzt, baugeschichtlich von Bedeutung | 09221759 |
|                                         | Wohnanlage Lessingstraße                                                           | Lessingstraße 20 (Karte)                             | 1930er Jahre (Mehrfamilienwohnhaus)                                                            | Mehrfamilienhaus einer Wohnanlage; typischer Siedlungsbau der 1920/1930er Jahre, mit Putzgliederung, baugeschichtlich von Bedeutung | 09221768 |
|                                         | Glockenturm                                                                        | Martin-Luther-Straße (Karte)                         | 1. Drittel 20. Jh. (Glockenturm)                                                               | Glockenturm; hölzerner Glockenturm auf massivem Sockel, gehört zur Lutherkirche, Fröbelstraße 3, ortsgeschichtlich von Bedeutung | 09221756 |
|                                         | Wohnanlage Fritz-Gumpert-Platz (Einzeldenkmale zu ID-Nr. 09304300)                 | Mittelsteig 1; 2; 3; 4; 5; 6; 7; 8; 9; 10 (Karte)    | lt. Auskunft 1912 (Reihenhaus)                                                                 | Einzeldenkmale der Wohnanlage Fritz-Gumpert-Platz: Reihenhäuser einer Wohnanlage; gartenstadtähnliche genossenschaftliche Wohnanlage, im Reform- und Heimatstil der Zeit um 1910, baugeschichtlich, städtebaulich und ortsgeschichtlich von Bedeutung | 09221404 |
|                                         | Wohnanlage Fritz-Gumpert-Platz (Einzeldenkmale zu ID-Nr. 09304300)                 | Mozartstraße 1; 3; 5; 11; 13; 15 (Karte)             | lt. Auskunft 1912 (Mehrfamilienwohnhaus)                                                       | Einzeldenkmale der Wohnanlage Fritz-Gumpert-Platz: Mehrfamilien- und Einfamilienhäuser einer Wohnanlage; gartenstadtähnliche genossenschaftliche Wohnanlage, im Reform- und Heimatstil der Zeit um 1910, baugeschichtlich, städtebaulich und ortsgeschichtlich von Bedeutung | 09221401 |
| Direkt Bild zu diesem Denkmal hochladen | Mietshaus                                                                          | Mühlenstraße 29 (Karte)                              | 1890er Jahre (Mietshaus)                                                                       | Mietshaus in offener Bebauung; gründerzeitlicher Putzbau mit Schmuckgiebeln, im Stil der Neorenaissance, baugeschichtlich von Bedeutung | 09221436 |
|                                         | Mietshaus                                                                          | Pirnaer Straße 2 (Karte)                             | um 1900 (Mietshaus)                                                                            | Mietshaus in offener Bebauung; gründerzeitliche Putzfassade, mit Volutengiebel und Turm, moderne Ladeneinbauten, baugeschichtlich von Bedeutung | 09221591 |
|                                         | Film-Palast                                                                        | Pirnaer Straße 3 (Karte)                             | 1936 (Kern des Gebäudes älter); Fassade 1927, Kern älter (Wohnhaus)                            | Wohnhaus und Kinogebäude (umgebaute ehem. Scheune); Kinosaal Putzbau der 1930er Jahre, mit eingeschossigen Flügelbauten (Kassenhalle) der Nachkriegszeit, baugeschichtlich und ortsgeschichtlich von Bedeutung, Seltenheitswert | 09221595 |
|                                         | Mietshaus                                                                          | Pirnaer Straße 4 (Karte)                             | um 1925 (Mietshaus)                                                                            | Mietshaus in offener Bebauung; Putzbau mit Art-Déco-Ornamentik, gleiche Gestaltung wie das benachbarte Mietshaus Nr. 6, baugeschichtlich von Bedeutung | 09221592 |
|                                         | Mietshaus                                                                          | Pirnaer Straße 6 (Karte)                             | um 1925 (Mietshaus)                                                                            | Mietshaus in offener Bebauung; Putzbau mit Art-Déco-Ornamentik, gleiche Gestaltung wie das benachbarte Mietshaus Nr. 4, baugeschichtlich von Bedeutung | 09221593 |
|                                         | Alte Schule                                                                        | Pirnaer Straße 11; 11a (Karte)                       | bez. 1894 (Schule)                                                                             | Ehemaliges Schulgebäude (Nr. 11a), mit Hintergebäude (Nr. 11) und zwei Torpfeilern am Zugang; Hauptgebäude gründerzeitlicher Putzbau mit aufwändig gestaltetem Portal und Uhrentürmchen, Hintergebäude mit Drillingsfenster im Obergeschoss und Giebelzier, baugeschichtlich und ortsgeschichtlich von Bedeutung | 09221596 |
|                                         | Mietshaus                                                                          | Pirnaer Straße 30 (Karte)                            | 1920er Jahre (Mietshaus)                                                                       | Mietshaus in offener Bebauung; mit Laden, schlichter Putzbau, mit originaler Ladenfront, Teil einer kleinen Platzanlage vor dem Bahnhof Heidenau-Süd (vgl. Pirnaer Straße Nr. 30a und 32), baugeschichtlich und städtebaulich von Bedeutung | 09221599 |
|                                         | Bahnhof Heidenau-Süd                                                               | Pirnaer Straße 30a (Karte)                           | 1929 (Empfangsgebäude)                                                                         | Empfangsgebäude eines Bahnhofs; quergelagerter Bau mit überhöhtem Mittelteil, interessante Eingangsgestaltung im Stil der 1920er Jahre, Teil einer kleinen Platzanlage (vgl. Flügelbauten Pirnaer Straße Nr. 30 und 32), baugeschichtlich und ortsgeschichtlich von Bedeutung | 09221601 |
|                                         | Chromo- und Kunstdruck-Papierfabrik Krause & Baumann Dresden-Heidenau; Lutherstein | Pirnaer Straße 31; 33 (Karte)                        | um 1900 (Fabrikgebäude); 1883 (Luthereiche)                                                    | Hauptgebäude und Nebengebäude einer Papierfabrik sowie Luthereiche (Gartendenkmal) mit Gedenkstein und Kriegerdenkmal für die Gefallenen des 1. Weltkrieges auf dem Fabrikgelände; Hauptgebäude Putzbau mit zwei Ecktürmen, Werkhalle Putzfassade mit Klinkergliederung, Kriegerdenkmal für die gefallenen Arbeiter der Papierfabrik, Architekt: Otto Reinhardt, 1883 anlässlich des 400. Geburtstages von Martin Luther neben Eingang der Papierfabrik eine Eiche gepflanzt, von entscheidender ortshistorischer, baugeschichtlicher und städtebaulicher Bedeutung | 09221774 |
|                                         | Postamt                                                                            | Pirnaer Straße 32 (Karte)                            | 1920er Jahre (Mietshaus)                                                                       | Mietshaus in offener Bebauung, mit Post; schlichter Putzbau mit originaler Ladenfront, Teil einer kleinen Platzanlage vor dem Bahnhof Heidenau-Süd (vgl. Pirnaer Straße Nr. 30 und 30a), baugeschichtlich und städtebaulich von Bedeutung | 09221600 |
|                                         | Villa Else                                                                         | Pirnaer Straße 39 (Karte)                            | um 1900 (Fabrikantenvilla)                                                                     | Fabrikantenvilla mit Einfriedung; markanter Putzbau mit Turm, ortsgeschichtlich und baugeschichtlich von Bedeutung | 09221414 |
|                                         | Mord- und Sühnekreuz                                                               | Pirnaer Straße 43 (Karte)                            | 15./16. Jh. (Mord- und Sühnekreuz)                                                             | Mord- und Sühnekreuz; Steinkreuz, auf Vorderseite vier Kreise, ortsgeschichtlich von Bedeutung | 09221790 |
| Direkt Bild zu diesem Denkmal hochladen | Pumpenhaus                                                                         | Pirnaer Straße 76 (Karte)                            | bez. 1922 (Pumpenhaus)                                                                         | Pumpenschachthaus; ortsgeschichtlich von Bedeutung | 09221788 |
| Direkt Bild zu diesem Denkmal hochladen | Sgraffito                                                                          | Pirnaer Straße 92 (Karte)                            | 1933 (Sgraffito)                                                                               | Inschrift auf Einfriedung „Wählt Thälmann“; historisch bemerkenswertes politisches Graffito der 1920er/1930er Jahre, Seltenheitswert | 09223780 |
|                                         | Wohnanlage Fritz-Gumpert-Platz(Einzeldenkmale zu ID-Nr. 09304300)                  | Querstraße 1; 2; 3; 4; 5; 6; 7 (Karte)               | lt. Auskunft 1912 (Mehrfamilienwohnhaus); lt. Auskunft 1912 (Reihenhaus)                       | Einzeldenkmale der Wohnanlage Fritz-Gumpert-Platz: Mehrfamilien- und Reihenhäuser einer Wohnanlage; gartenstadtähnliche genossenschaftliche Wohnanlage, im Reform- und Heimatstil der Zeit um 1910, baugeschichtlich, städtebaulich und ortsgeschichtlich von Bedeutung | 09221403 |
|                                         | Mietvilla                                                                          | Richard-Strauss-Straße 12 (Karte)                    | um 1900 (Mietvilla)                                                                            | Mietvilla; Putzbau mit Schmuckfachwerk-Elementen, im Stil des Späthistorismus, baugeschichtlich von Bedeutung | 09221606 |
|                                         | Wohnanlage Fritz-Gumpert-Platz (Einzeldenkmale zu ID-Nr. 09304300)                 | Rosa-Luxemburg-Straße 27; 29; 31; 33; 35; 37 (Karte) | lt. Auskunft 1912 (Mehrfamilienwohnhaus)                                                       | Einzeldenkmale der Wohnanlage Fritz-Gumpert-Platz: Mehrfamilienhäuser einer Wohnanlage; gartenstadtähnliche genossenschaftliche Wohnanlage, im Reform- und Heimatstil der Zeit um 1910, baugeschichtlich, städtebaulich und ortsgeschichtlich von Bedeutung | 09221402 |
|                                         | Mietshaus                                                                          | Schillerstraße 1 (Karte)                             | 1890er Jahre (Mietshaus)                                                                       | Mietshaus in offener Bebauung und in Ecklage; gründerzeitliche Klinkerfassade mit originaler Ladenfront, Kopfbau an einem kleinen Platz, baugeschichtlich und städtebaulich von Bedeutung | 09221773 |
|                                         | Mietshaus                                                                          | Schillerstraße 2 (Karte)                             | um 1910 (Mietshaus)                                                                            | Mietshaus in offener Bebauung, mit Einfriedung; Putzbau mit Erker und verschiefertem Giebel, im Reformstil der Zeit um 1910, baugeschichtlich von Bedeutung | 09221410 |
|                                         | Mietshaus                                                                          | Schillerstraße 9; 11 (Karte)                         | bez. 1923 (Doppelwohnhaus)                                                                     | Doppelwohnhaus in offener Bebauung; Putzbau mit Mansarddach, im Reformstil der Zeit nach 1910, baugeschichtlich von Bedeutung | 09221412 |
|                                         | Wohnanlage Lessingstraße                                                           | Schillerstraße 24 (Karte)                            | 1930er Jahre (Mehrfamilienwohnhaus)                                                            | Mehrfamilienhaus einer Wohnanlage; typischer Siedlungsbau der 1920/1930er Jahre, ehemals mit Putzgliederung, baugeschichtlich von Bedeutung | 09221405 |
|                                         | Mietshaus                                                                          | Schillerstraße 25 (Karte)                            | 1890er Jahre (Mietshaus)                                                                       | Mietshaus in Ecklage und in offener Bebauung, mit Einfriedung; gründerzeitlicher Klinkerbau, Eckbetonung durch Balkons, baugeschichtlich von Bedeutung | 09221666 |
|                                         | Wohnanlage Lessingstraße                                                           | Schillerstraße 26 (Karte)                            | 1930er Jahre (Mehrfamilienwohnhaus)                                                            | Mehrfamilienhaus einer Wohnanlage; typischer Siedlungsbau der 1920/1930er Jahre, ehemals mit Putzgliederung, baugeschichtlich von Bedeutung | 09221763 |
|                                         | Wohnanlage Lessingstraße                                                           | Schillerstraße 31 (Karte)                            | 1930er Jahre (Mehrfamilienwohnhaus)                                                            | Mehrfamilienhaus einer Wohnanlage; typischer Siedlungsbau der 1920/1930er Jahre, ehemals mit Putzgliederung, baugeschichtlich von Bedeutung | 09221765 |
|                                         | Wohnanlage Lessingstraße                                                           | Schillerstraße 33 (Karte)                            | 1930er Jahre (Mehrfamilienwohnhaus)                                                            | Mehrfamilienhaus einer Wohnanlage; typischer Siedlungsbau der 1920/1930er Jahre, ehemals mit Putzgliederung, baugeschichtlich von Bedeutung | 09221766 |
|                                         | Wohnhaus                                                                           | Schmiedestraße 2 (Karte)                             | bez. 1859 (Bauernhaus)                                                                         | Wohnhaus und daran angebautes Seitengebäude eines Bauernhofes; alte Ortslage Heidenau, stattliches Wohnhaus, Putzbau mit Zwillingsfenster im Giebel, baugeschichtlich von Bedeutung | 09221612 |
| Direkt Bild zu diesem Denkmal hochladen | Wohnhaus                                                                           | Schmiedestraße 4; 6 (Karte)                          | bez. 1787 (Toreinfahrt)                                                                        | Wohnstallhaus (Nr. 4) und Auszüglerhaus (Nr. 6) eines ehemaligen Dreiseithofes, dazu Hofmauer mit Torbogen und Pforte; alte Ortslage Heidenau, beide Gebäude Obergeschoss Fachwerk verputzt und massive Giebel mit Giebelzier, Wohnstallhaus mit Korbbogenportal, mächtige Toranlage als Hofzufahrt, weitgehend geschlossen erhaltener Bauernhof, ortsgeschichtlich und baugeschichtlich von Bedeutung | 09221615 |
|                                         | Alte Schmiede                                                                      | Schmiedestraße 13 (Karte)                            | bez. 1801 (Wohnhaus)                                                                           | Wohnhaus, ehemalige Schmiede; alte Ortslage Heidenau, einfacher Putzbau mit Krüppelwalmdach und zwei Segmentbogenportalen, baugeschichtlich und ortsgeschichtlich von Bedeutung | 09221616 |
| Direkt Bild zu diesem Denkmal hochladen | Villa                                                                              | Sedlitzer Straße 15 (Karte)                          | um 1900 (Villa)                                                                                | Villa; gründerzeitlicher Putz-Klinker-Bau, Turm mit Zierfachwerk im Obergeschoss, Nischenskulptur im Giebel zur Gartenseite, baugeschichtlich von Bedeutung | 09221388 |
| Direkt Bild zu diesem Denkmal hochladen | Landhaus Grün-Eck                                                                  | Sedlitzer Straße 19 (Karte)                          | um 1910 (Villa)                                                                                | Villa mit Garten, Garage und Einfriedung; malerischer Putzbau im Reformstil der Zeit um 1910, ortsbildprägende Lage, baugeschichtlich von Bedeutung | 09304458 |
| Direkt Bild zu diesem Denkmal hochladen | Mietshaus                                                                          | Uhlandstraße 2 (Karte)                               | 1890er Jahre (Mietshaus)                                                                       | Mietshaus in offener Bebauung und in Ecklage; gründerzeitliche zweifarbige Klinkerfassade, Eckbetonung durch Balkons, baugeschichtlich von Bedeutung | 09221397 |
| Direkt Bild zu diesem Denkmal hochladen | Mietshaus                                                                          | Waldstraße 28 (Karte)                                | bez. 1899 (Mietshaus)                                                                          | Mietshaus in offener Bebauung, mit Stützmauer und Einfriedung; mittenbetonte, gründerzeitliche Klinkerfassade mit Balkon und Giebel, baugeschichtlich von Bedeutung | 09221409 |

## Gommern
| Bild           | Bezeichnung                              | Lage                                                 | Datierung                                                       | Beschreibung | ID       |
| -------------- | ---------------------------------------- | ---------------------------------------------------- | --------------------------------------------------------------- | --- | -------- |
|                | Wohnanlage Gartenstraße Heidenau-Gommern | Am Lughang 1; 3; 5; 7; 9; 11; 13; 15; 17; 19 (Karte) | 1927 (Reihenhaus)                                               | Wohnhauszeile einer Wohnanlage; Zeile aus sechs Wohnhäusern (Kopfbauten als Einfamilienhäuser, sonst Doppelhäuser), gestaffelte Hauskörper der Hanglage angepasst, im Heimatstil, baugeschichtlich von Bedeutung | 09221387 |
|                | Wohnhaus                                 | August-Bebel-Straße 18 (Karte)                       | bez. 1877 (Wohnhaus)                                            | Wohnhaus in offener Bebauung, mit Einfriedung; villenartiges Gebäude mit reich gegliederter Putzfassade, Balkon und Walmdach, noch von klassizistischer Wirkung, baugeschichtlich von Bedeutung | 09221426 |
|                | Erlichtmühle Heidenau                    | August-Bebel-Straße 26; 28 (Karte)                   | bez. 1922 (Mühle)                                               | Mühlengebäude (Nr. 26) und Nebengebäude (Nr. 28) der Mühle; Hauptgebäude ein großer, dreigeschossiger Putzbau mit Lisenengliederung im Reformstil der Zeit nach 1910, baugeschichtlich und ortsgeschichtlich von Bedeutung | 09221451 |
|                | Wohnstallhaus                            | Bergstraße 6 (Karte)                                 | 2. Hälfte 19. Jh., Kernbau älter (Wohnstallhaus)                | Wohnstallhaus und Seitengebäude (besteht aus zwei Hausteilen) eines Bauernhofes; alte Ortslage Gommern, stattliches Wohnstallhaus, schlichter Putzbau, baugeschichtlich von Bedeutung | 09221418 |
|                | Wohnstallhaus                            | Bergstraße 7 (Karte)                                 | 1732 lt. Auskunft, später überformt (Wohnstallhaus)             | Wohnstallhaus eines Bauernhofes, ehemals Schmiede; alte Ortslage Gommern, Obergeschoss Fachwerk, baugeschichtlich von Bedeutung | 09221416 |
|                | Dorfschänke Gommern                      | Bergstraße 12 (Karte)                                | Anfang 19. Jh. (Wohnhaus)                                       | Ehemaliges Gasthaus; alte Ortslage Gommern, ländliches Wohnhaus mit Fachwerk-Obergeschoss, ortsgeschichtlich von Bedeutung | 09221420 |
|                | Wohnstallhaus                            | Dorfplatz 1 (Karte)                                  | bez. 1896 (Wohnstallhaus); bez. 1855 (Scheune)                  | Dreiseithof mit Wohnhaus (mit Stallanbau), Scheune, Seitengebäude und Hofmauer mit Toreinfahrt und Pforte; alte Ortslage Gommern, großer, geschlossen erhaltener Bauernhof, verputzte Massivbauten, baugeschichtlich und ortsgeschichtlich von Bedeutung                                                                       | 09221447 |
|                | Wohnstallhaus                            | Dorfplatz 5 (Karte)                                  | 19. Jh., später überformt (Wohnstallhaus); bez. 1732 (Torbogen) | Dreiseithof mit Wohnstallhaus, Scheune, Seitengebäude, Hofmauer mit Torbogen und Pforte sowie Wassertrog im Hof; alte Ortslage Gommern, großer, geschlossen erhaltener Bauernhof, verputzte Massivbauten, Zwillingsfenster im Giebel von Wohnstallhaus und Seitengebäude, baugeschichtlich und ortsgeschichtlich von Bedeutung | 09221446 |
|                | Wohnhaus                                 | Gartenstraße 3 (Karte)                               | um 1800 (Bauernhaus)                                            | Wohnhaus; alte Ortslage Gommern, ländliches Wohnhaus, baugeschichtlich von Bedeutung | 09221597 |
| Weitere Bilder | Lugturm                                  | Lockwitzer Straße 11 (Karte)                         | bez. 1880 (Aussichtsturm)                                       | Aussichtsturm; ortsgeschichtlich und tourismusgeschichtlich von Bedeutung | 09221415 |
|                | Wohnstallhaus                            | Lugturmstraße 2 (Karte)                              | Mitte 19. Jh. (Wohnstallhaus)                                   | Dreiseithof mit Wohnstallhaus, Auszüglerhaus, Scheune sowie Hofmauer mit Pforte und einem Torpfeiler; alte Ortslage Gommern, großer Bauernhof, stattliche Putzbauten, Wohnstallhaus mit Drillingsfenster im Giebel (Palladio-Motiv), baugeschichtlich und ortsgeschichtlich von Bedeutung                                      | 09221449 |
|                | Wohnstallhaus                            | Lugturmstraße 4a; 4b; 4c (Karte)                     | bez. 1881 (Wohnstallhaus); bez. 1873 (Toreinfahrt)              | Bauernhof mit Wohnstallhaus (Nr. 4a-4c) und Toranlage (mit Pforte); alte Ortslage Gommern, massives stattliches Wohnstallhaus mit Zwillingsfenster im Giebel, Torpfeilern mit schmiedeeisernem Tor, baugeschichtlich und ortsgeschichtlich von Bedeutung                                                                       | 09221448 |
|                | Industrieturm                            | Rudolf-Breitscheid-Straße 31 (Karte)                 | 1916 (Industrieturm)                                            | Industrieturm; fünfgeschossiges Gebäude, industriegeschichtliche und baugeschichtliche Bedeutung | 09229977 |

## Mügeln
| Bild                                    | Bezeichnung | Lage | Datierung | Beschreibung | ID       |
| --------------------------------------- | --- | --- | --- | --- | -------- |
| Weitere Bilder                          | Sachgesamtheit Müglitztalbahn mit mehreren Einzeldenkmalen im Teilabschnitt Heidenau                              | (Karte) | 1935–1939, Reste der Schmalspurbahn 19. Jh. (Eisenbahnanlage); | Sachgesamtheit Müglitztalbahn mit folgenden Einzeldenkmalen im Teilabschnitt Heidenau: Empfangsgebäude des Bahnhofs (Einzeldenkmale ID-Nr. 09302459) sowie folgende Sachgesamtheitsteilen: die Eisenbahnüberführung Güterbahnhofstraße (km 0,087) und Eisenbahnüberführung Hauptstraße (B 172, km 0,663). | 09221668 |
| Weitere Bilder                          | Mühlgraben | (Karte) | 16. Jh. und später (Mühlgraben) | Mühlgraben mit allen wassertechnischen Anlagen; von ortsgeschichtlicher, stadtbildprägender und technikgeschichtlicher Bedeutung | 09229240 |
|                                         | Wohnhaus | Am Obergraben 2 (Karte)                                                                                           | um 1800 (Wohnhaus) | Wohnhaus; alte Ortslage Mügeln, ländliches Wohnhaus, schlichter Putzbau, langes Schleppdach, sozialgeschichtlich von Bedeutung | 09221639 |
|                                         | Villa | August-Bebel-Straße 1 (Karte)                                                                                     | bez. 1883 (Villa) | Villa; gründerzeitlicher Putzbau mit Türmchen, erhöht liegend, baugeschichtlich von Bedeutung | 09221421 |
|                                         | Wohnhaus | August-Bebel-Straße 3 (Karte)                                                                                     | um 1900 (Wohnhaus) | Wohnhaus in offener Bebauung, mit Einfriedung; großes Wohnhaus mit Stufengiebel, im Stil des Historismus, baugeschichtlich von Bedeutung | 09221422 |
|                                         | Wohnhaus | August-Bebel-Straße 5 (Karte)                                                                                     | um 1900 (Wohnhaus) | Wohnhaus in offener Bebauung, mit Einfriedung; großes gründerzeitliches Wohnhaus mit Schmuckfachwerk, aufwändig gegliederte Fassade, baugeschichtlich von Bedeutung | 09221423 |
| Direkt Bild zu diesem Denkmal hochladen | Wohnhaus | August-Bebel-Straße 19 (Karte)                                                                                    | 1890er Jahre (Wohnhaus) | Wohnhaus in offener Bebauung; gründerzeitlicher Klinkerbau, mittenbetonte Fassade, baugeschichtlich von Bedeutung | 09221430 |
| Direkt Bild zu diesem Denkmal hochladen | Mietshaus | August-Bebel-Straße 35 (Karte)                                                                                    | 1890er Jahre (Mietshaus) | Mietshaus in offener Bebauung und in Ecklage, mit Gaststätte; gründerzeitliche Klinkerfassade, Eckbetonung durch Balkon, baugeschichtlich und städtebaulich von Bedeutung | 09221433 |
| Direkt Bild zu diesem Denkmal hochladen | Mietshaus | August-Bebel-Straße 39 (Karte)                                                                                    | 1890er Jahre (Mietshaus) | Mietshaus in Ecklage und offener Bebauung; gründerzeitlicher Klinkerbau, mittenbetonte Fassade, baugeschichtlich und städtebaulich von Bedeutung | 09221434 |
|                                         | Wohnanlage Platz der Freiheit                                                                                     | Bahnhofstraße 2 (Karte)                                                                                           | 1936–1938 (Wohnhaus) | Mehrfamilienhaus einer Wohnanlage (bildet bauliche Einheit mit Platz der Freiheit 7-10), mit seitlichem Ladenanbau an der Bahnhofstraße; stilistisch zwischen Tradition und Klassischer Moderne, baugeschichtlich und städtebaulich bedeutend (siehe auch Platz der Freiheit 7-10, vgl. Platz der Freiheit 1-6) | 09221370 |
|                                         | Wohnhaus | Bahnhofstraße 2a (Karte)                                                                                          | um 1930 (Wohnhaus) | Wohnhaus in offener Bebauung, mit seitlichem Ladenanbau; im traditionalistischen Stil der 1920er/1930er Jahre, bildet städtebauliche Einheit mit Eckgebäude Bahnhofstraße 2/Platz der Freiheit 7-10 | 09221371 |
|                                         | Wohnhaus | Bahnhofstraße 8 (Karte)                                                                                           | 1910er Jahre (Wohnhaus) | Wohnhaus in offener Bebauung; Putzbau mit Mansarddach, im Reformstil der Zeit um 1910, auffällige Eckerker zur Straße, baugeschichtlich von Bedeutung | 09221373 |
|                                         | Wohn- und Geschäftshaus                                                                                           | Bahnhofstraße 10 (Karte)                                                                                          | bez. 1913 (Wohn- und Geschäftshaus) | Wohn- und Geschäftshaus, mit Ladenanbau und -pavillon; stattliches Gebäude, monumental gegliederte Putzfassade, im Reformstil der Zeit um 1910, baugeschichtlich von Bedeutung | 09221350 |
|                                         | Wohnanlage Ringstraße/Bahnhofstraße                                                                               | Bahnhofstraße 23a; 23b; 23c; 23d (Karte)                                                                          | 1920er Jahre (Mehrfamilienwohnhaus) | Mehrfamilienhaus einer Wohnanlage; im traditionalistischen Stil der 1920er Jahre, baugeschichtlich von Bedeutung (vgl. Ringstraße 14-18) | 09221583 |
|                                         | Wohnhaus | Dresdner Straße 13 (Karte)                                                                                        | 4. Viertel 19. Jh. (Wohnhaus) | Wohnhaus in offener Bebauung, mit Einfriedung; Putzbau, noch von klassizistischer Wirkung, baugeschichtlich von Bedeutung | 09221585 |
|                                         | Wohnhaus | Dresdner Straße 18 (Karte)                                                                                        | 1890er Jahre (Wohnhaus) | Wohnhaus in offener Bebauung; einfacher Putzbau mit Volutengiebel, baugeschichtlich von Bedeutung | 09221622 |
|                                         | Wohnstallhaus | Dresdner Straße 21 (Karte)                                                                                        | um 1850 (Wohnstallhaus) | Ehemaliges Wohnstallhaus eines Bauernhofes; alte Ortslage Mügeln, Obergeschoss traufseitig Fachwerk, baugeschichtlich und ortsentwicklungsgeschichtlich von Bedeutung | 09221623 |
|                                         | Wohnstallhaus | Dresdner Straße 24 (Karte)                                                                                        | um 1850 (Wohnstallhaus) | Ehemaliges Wohnstallhaus eines Bauernhofes; alte Ortslage Mügeln, großes ländliches Wohnhaus, baugeschichtlich und ortsentwicklungsgeschichtlich von Bedeutung | 09221625 |
| Weitere Bilder                          | Mittelmühle (Drogenmühle)                                                                                         | Dresdner Straße 26 (Karte)                                                                                        | um 1905 (Wohnhaus); bez. 1797 (Nebengebäude); bez. 1697 (Torbogen) | Mühlenanwesen mit Wohnhaus, Seitengebäude, Scheune und Hofmauer (mit Torbogen und Pforte) sowie Nebengebäude jenseits des Mühlgrabens; alte Ortslage Mügeln, geschlossen erhaltene Hofanlage, Hauptgebäude im Schweizerstil der Zeit um 1900 umgebaut, hinteres Nebengebäude eingeschossiger Massivbau mit zwei Korbbogenportalen, von ortsgeschichtlicher und wirtschaftsgeschichtlicher Bedeutung | 09221636 |
|                                         | Wohn- und Kontorhaus                                                                                              | Dresdner Straße 30 (Karte)                                                                                        | 1880er Jahre (Wohnhaus) | Wohn- und Kontorhaus in offener Bebauung; gründerzeitlicher Putzbau mit drei aufwendigen Dachgaupen, baugeschichtlich und ortsgeschichtlich von Bedeutung | 09221635 |
|                                         | Wohnhaus | Dresdner Straße 33 (Karte)                                                                                        | Mitte 19. Jh. (Bauernhaus) | Wohnhaus eines Bauernhofes, mit Torpfeilern; alte Ortslage Mügeln, ländliches Wohnhaus (Fachwerkhaus), baugeschichtlich von Bedeutung | 09221629 |
|                                         | Wohnstallhaus | Dresdner Straße 35 (Karte)                                                                                        | Ende 18. Jh. (Wohnstallhaus) | Wohnstallhaus eines Bauernhofes; alte Ortslage Mügeln, Obergeschoss Fachwerk verputzt, baugeschichtlich von Bedeutung | 09221630 |
|                                         | Wohnstallhaus | Dresdner Straße 37 (Karte)                                                                                        | 2. Hälfte 19. Jh. (Wohnstallhaus) | Dreiseithof mit Wohnstallhaus, Scheune, Seitengebäude und Torpfeilern; alte Ortslage Mügeln, großer Bauernhof mit stattlichem Wohnstallhaus, Putzbau mit Korbbogenportal, ortsbildprägend, baugeschichtlich und ortsentwicklungsgeschichtlich von Bedeutung | 09221631 |
| Direkt Bild zu diesem Denkmal hochladen | Wohnstallhaus | Dresdner Straße 41 (Karte)                                                                                        | 1. Hälfte 19. Jh. (Bauernhaus) | Wohnhaus eines Bauernhofes; alte Ortslage Mügeln, ländliches Wohnhaus, Obergeschoss hofseitig Fachwerk, baugeschichtlich von Bedeutung | 09221637 |
| Weitere Bilder                          | Rathaus | Dresdner Straße 47 (Karte)                                                                                        | 1910–1911 (Rathaus) | Rathaus mit Nebengebäude, vor der Freitreppe Brunnen mit figürlichem Relief; repräsentativer, frei stehender Eckbau, erbaut als Rathaus von Mügeln, seit 1920 Rathaus der Industriegemeinde Heidenau, Architekten: Gebrüder Kießling, Kötzschenbroda-Dresden, von ortshistorischer und baugeschichtlicher Bedeutung | 09221692 |
|                                         | Wohnanlage Dresdner Straße                                                                                        | Dresdner Straße 51; 53; 55 (Karte)                                                                                | lt. Auskunft 1936 (Mehrfamilienwohnhaus) | Mehrfamilienhaus (mit drei Eingängen) einer Wohnanlage, mit Einfriedung; Putzbau mit Klinkergliederung, stilistisch zwischen Moderne und Traditionalismus, baugeschichtlich von Bedeutung (vgl. Dresdner Str. 57- 59a, 61-65 und Kantstraße 1/3, 2-6, 5-9, 6a-c) | 09221691 |
| Direkt Bild zu diesem Denkmal hochladen | Wohnhaus | Dresdner Straße 54; 56 (Karte)                                                                                    | um 1925 (Wohnhaus) | Mehrfamilienhaus (mit zwei Eingängen) in offener Bebauung, mit Einfriedung; Putzbau mit Klinkerelementen und Art-Déco-Ornamentik, baugeschichtlich von Bedeutung | 09221685 |
|                                         | Wohnanlage Dresdner Straße                                                                                        | Dresdner Straße 57; 59; 59a (Karte)                                                                               | lt. Auskunft 1936 (Mehrfamilienwohnhaus) | Mehrfamilienhaus (mit drei Eingängen) einer Wohnanlage, mit Einfriedung und zwei Skulpturengruppen; Putzbau mit Klinkergliederung, stilistisch zwischen Moderne und Traditionalismus, baugeschichtlich von Bedeutung (vgl. Dresdner Str. 51-55, 61-65 und Kantstr. 1/3, 2-6, 5-9 und 6a-c) | 09221690 |
|                                         | Wohnanlage Dresdner Straße                                                                                        | Dresdner Straße 61; 63; 65 (Karte)                                                                                | lt. Auskunft 1936 (Mehrfamilienwohnhaus) | Mehrfamilienhaus (mit drei Eingängen) einer Wohnanlage, mit Einfriedung; Putzbau mit Klinkergliederung, stilistisch zwischen Moderne und Traditionalismus, baugeschichtlich von Bedeutung (vgl. Dresdner Str. 51- 55, 57-59a und Kantstr. 1/3, 2-6, 5-9, 6a-c) | 09221684 |
|                                         | Hotel „Reichskrone“                                                                                               | Dresdner Straße 84 (Karte)                                                                                        | Ende 19. Jh. (Hotel) | Hotelgebäude in offener Bebauung; repräsentatives Gebäude im Stil des Historismus, mittenbetonte Fassade, baugeschichtlich und ortsgeschichtlich von Bedeutung | 09221677 |
|                                         | Wohnhaus | Einsteinstraße 1 (Karte)                                                                                          | 1910er Jahre (Wohnhaus) | Wohnhaus in offener Bebauung; interessant gestalteter Putzbau im Reform- und Jugendstil, durch Eckerker betonte Fassade, baugeschichtlich von Bedeutung | 09221374 |
|                                         | Mietshaus | Einsteinstraße 6 (Karte)                                                                                          | 1890er Jahre (Mietshaus) | Mietshaus in offener Bebauung; stattliches gründerzeitliches Klinkergebäude mit Stufengiebel, baugeschichtlich von Bedeutung | 09221375 |
|                                         | Mietshaus | Einsteinstraße 11 (Karte)                                                                                         | 1890er Jahre (Mietshaus) | Mietshaus in offener Bebauung; gründerzeitliche Putzfassade, baugeschichtlich von Bedeutung | 09221376 |
|                                         | Wohnhaus | Ernst-Thälmann-Straße 2 (Karte)                                                                                   | 1890er Jahre (Wohnhaus) | Wohnhaus in offener Bebauung; mit Ladeneinbau, gründerzeitliche Putzfassade, baugeschichtlich von Bedeutung | 09221356 |
|                                         | Wohnhaus | Ernst-Thälmann-Straße 4 (Karte)                                                                                   | 1890er Jahre (Wohnhaus) | Wohnhaus in offener Bebauung; mit Ladeneinbau, gründerzeitliche Putz-Klinker-Fassade, baugeschichtlich von Bedeutung | 09221357 |
|                                         | Wohnhaus | Ernst-Thälmann-Straße 6 (Karte)                                                                                   | 1890er Jahre (Wohnhaus) | Wohnhaus in offener Bebauung; mit Ladeneinbau, gründerzeitliche Putz-Klinker-Fassade, baugeschichtlich von Bedeutung | 09221358 |
|                                         | Wohnhaus | Ernst-Thälmann-Straße 8 (Karte)                                                                                   | 1890er Jahre (Wohnhaus) | Wohnhaus in offener Bebauung; mit Ladeneinbau, schlichte Putzfassade mit Schweifgiebel, baugeschichtlich von Bedeutung | 09221359 |
|                                         | Wohnhaus | Ernst-Thälmann-Straße 13 (Karte)                                                                                  | 1890er Jahre (Wohnhaus) | Wohnhaus in offener Bebauung; mit Ladeneinbauten, gründerzeitliche Putzfassade, baugeschichtlich von Bedeutung | 09221353 |
|                                         | Mietshaus | Ernst-Thälmann-Straße 14 (Karte)                                                                                  | um 1900 (Mietshaus) | Mietshaus in offener Bebauung; Kopfbau einer Straßenkreuzung, gründerzeitliche Putzfassade mit Ladeneinbauten, baugeschichtlich von Bedeutung | 09221360 |
|                                         | Wohnhaus | Ernst-Thälmann-Straße 15 (Karte)                                                                                  | 1890er Jahre (Wohnhaus) | Wohnhaus in offener Bebauung; mit Ladeneinbauten, gründerzeitliche Putz-Klinker-Fassade, baugeschichtlich von Bedeutung | 09221354 |
|                                         | Wohnhaus | Ernst-Thälmann-Straße 19 (Karte)                                                                                  | 1890er Jahre (Wohnhaus) | Wohnhaus in offener Bebauung; gründerzeitliche Putz-Klinker-Fassade, baugeschichtlich von Bedeutung | 09221355 |
|                                         | Druckereigebäude (Mitteldeutsche Druckanstalt)                                                                    | Ernst-Thälmann-Straße 21 (Karte)                                                                                  | um 1905 (Druckerei) | Druckereigebäude; großer, frei stehender Längsbau, reich durchfenstert, von baugeschichtlicher und ortsgeschichtlicher sowie besonderer städtebaulicher Bedeutung | 09221579 |
|                                         | Goetheschule | Ernst-Thälmann-Straße 22 (Karte)                                                                                  | 1897 (Schule); nach 1945 (Gedenkstein) | Schule mit Turnhalle und Gedenkstein vor der Schule; Schule im alten Ortsteil Mügeln, repräsentativer, frei stehender, mehrflügeliger Bau im Stil des Späthistorismus, Gedenkstein für die antifaschistische Widerstandskämpferin Herta Lindner, ein Sandsteinblock mit Granitplatte, baugeschichtlich und ortsgeschichtlich von Bedeutung | 09221568 |
|                                         | Mietshaus | Ernst-Thälmann-Straße 27 (Karte)                                                                                  | Ende 19. Jh. (Mietshaus) | Mietshaus in offener Bebauung; mit Ladeneinbauten, gründerzeitlicher Klinkerbau, baugeschichtlich von Bedeutung | 09221567 |
|                                         | Mietshaus | Ernst-Thälmann-Straße 29 (Karte)                                                                                  | um 1900 (Mietshaus) | Mietshaus in offener Bebauung; mit Ladeneinbau, reich gestalteter, gründerzeitlicher Klinkerbau mit Balkons, baugeschichtlich von Bedeutung | 09221362 |
|                                         | Doppelmietshaushälfte                                                                                             | Ernst-Thälmann-Straße 31 (Karte)                                                                                  | bez. 1895 (Doppelmietshaushälfte) | Hälfte eines Doppelmietshaus in halboffener Bebauung; gründerzeitliche Putzfassade mit Balkons und Ladeneinbau, baugeschichtlich von Bedeutung | 09221363 |
|                                         | Mietshaus | Friedensstraße 1 (Karte)                                                                                          | Ende 19. Jh. (Mietshaus) | Mietshaus in Ecklage und in offener Bebauung; gründerzeitliche Klinkerfassade, baugeschichtlich von Bedeutung | 09221682 |
|                                         | Mietshaus | Friedensstraße 2 (Karte)                                                                                          | Ende 19. Jh. (Mietshaus) | Mietshaus in Ecklage und in offener Bebauung; gründerzeitliche Klinkerfassade, baugeschichtlich von Bedeutung | 09221681 |
|                                         | Doppelmietshaus                                                                                                   | Friedensstraße 3; 5 (Karte)                                                                                       | Ende 19. Jh. (Doppelmietshaus) | Doppelmietshaus in offener Bebauung; gründerzeitliche Klinkerfassade, baugeschichtlich von Bedeutung | 09221709 |
|                                         | Mietshaus | Fritz-Weber-Straße 2 (Karte)                                                                                      | bez. 1899 (Mietshaus) | Mietshaus in Ecklage und in offener Bebauung; gründerzeitliche Putzfassade, Eckbetonung durch Balkons, städtebaulich von Bedeutung | 09221424 |
|                                         | Mietvilla | Fritz-Weber-Straße 7 (Karte)                                                                                      | um 1905 (Mietvilla) | Mietvilla mit Nebengebäude; markanter Putzbau mit Schmuckfachwerk und Eckturm, baugeschichtlich von Bedeutung | 09221428 |
|                                         | Ehem. Bahnhof Heidenau-Nord (Eisenbahnstrecke Bodenbach – Dresden)                                                | Güterbahnhofstraße 1 (Karte)                                                                                      | um 1870 (Empfangsgebäude) | Ehem. Empfangsgebäude (später Wohnhaus); frei stehender Putzbau mit Walmdach, klassizistisch wirkende Fassade, die zu den Bahngleisen gerichtete Fassade mit Mittelrisalit und Dreiecksgiebel, eisenbahngeschichtlich, ortsgeschichtlich und baugeschichtlich von Bedeutung | 09221443 |
| Weitere Bilder                          | Sachgesamtheit Eisenbahnersiedlung Mügeln; Bahnhof Heidenau-Nord                                                  | Güterbahnhofstraße 5; 5a; 7; 7a; 9; 9a; 11; 11a; 13; 13a; 15; 15a; 17; 19; 19a; 21; 21a; 23; 23a; 25; 25a (Karte) | 1890 (Wohnhäuser); 1894 (Wohnhäuser) | Sachgesamtheit Eisenbahnersiedlung Mügeln, mit den Einzeldenkmalen: zehn Doppelwohnhäuser (Einzeldenkmal ID-Nr. 09221442) und mit den Sachgesamtheitsteilen: Nebengebäude (Nr. 17) und Waschhaus (hinter Nr. 13/13a); kleine gründerzeitliche Klinkerbauten, besondere baugeschichtliche und sozialgeschichtliche Relevanz | 09303848 |
|                                         | Eisenbahnersiedlung Mügeln (Einzeldenkmale ID-Nr. 09303848)                                                       | Güterbahnhofstraße 5; 5a; 7; 7a; 9; 9a; 11; 11a; 13; 13a; 15; 15a; 17; 19; 19a; 21; 21a; 23; 23a; 25; 25a (Karte) | 1890 (Wohnhäuser); 1894 (Wohnhäuser) | Einzeldenkmale der Sachgesamtheit Eisenbahnersiedlung Mügeln: zehn Doppelwohnhäuser einer Siedlung – kleine gründerzeitliche Klinkerbauten, besondere baugeschichtliche und sozialgeschichtliche Relevanz | 09221442 |
|                                         | Fabrikgebäude | Güterbahnhofstraße 8 (Karte)                                                                                      | um 1900 (Fabrikgebäude) | Fabrikgebäude; schlichter Ziegelbau, baugeschichtliche und ortsgeschichtliche Bedeutung | 09221437 |
|                                         | Wohnhaus | Güterbahnhofstraße 10 (Karte)                                                                                     | bez. 1891 (Wohnhaus) | Wohnhaus in offener Bebauung; mittenbetonte gründerzeitliche Putzfassade mit Balkon, Marmorverzierung unterhalb der Fenster, baugeschichtlich von Bedeutung | 09221440 |
| Direkt Bild zu diesem Denkmal hochladen | Wohnhaus | Güterbahnhofstraße 48 (Karte)                                                                                     | um 1900 (Wohnhaus) | Wohnhaus in offener Bebauung; gründerzeitlicher, villenartiger Klinkerbau, baugeschichtlich von Bedeutung | 09221445 |
| Direkt Bild zu diesem Denkmal hochladen | Ludwig-Richter-Schule Gommern                                                                                     | Güterbahnhofstraße 60 (Karte)                                                                                     | 1896, später überformt (Schule) | Schulgebäude und Turnhalle; Schule gründerzeitlicher Putzbau, späterer Dachausbau in den 1920er Jahren, ortsgeschichtliche Bedeutung | 09221377 |
|                                         | Alberthof | Haeckelstraße 1 (Karte)                                                                                           | 1890er Jahre (Mietshaus) | Mietshaus in offener Bebauung; gründerzeitliche Putzfassade mit Balkons, Kopfbau einer Straßengabelung, städtebaulich und baugeschichtlich von Bedeutung | 09221577 |
|                                         | Mietshaus | Haeckelstraße 2 (Karte)                                                                                           | 1890er Jahre (Mietshaus) | Mietshaus in offener Bebauung; gründerzeitliche Klinkerfassade, baugeschichtlich von Bedeutung | 09221576 |
|                                         | Mietshaus | Haeckelstraße 3 (Karte)                                                                                           | 1890er Jahre (Mietshaus) | Mietshaus in offener Bebauung; gründerzeitlicher Putzbau, baugeschichtlich von Bedeutung | 09221573 |
|                                         | Mietshaus | Haeckelstraße 4 (Karte)                                                                                           | 1890er Jahre (Mietshaus) | Mietshaus in offener Bebauung; gründerzeitliche Klinkerfassade, baugeschichtlich von Bedeutung | 09221575 |
|                                         | Doppelmietshaus                                                                                                   | Haeckelstraße 5; 7 (Karte)                                                                                        | um 1900 (Doppelmietshaus) | Doppelmietshaus in offener Bebauung, mit Einfriedung; gründerzeitliche Putzfassade mit Ziegelgliederung, aufwendig gestaltete Loggien, baugeschichtlich von Bedeutung | 09221571 |
|                                         | Mietshaus | Haeckelstraße 6 (Karte)                                                                                           | 1890er Jahre (Mietshaus) | Mietshaus in offener Bebauung; gründerzeitliche Klinkerfassade, baugeschichtlich von Bedeutung | 09221574 |
|                                         | Wohnhaus | Haeckelstraße 8 (Karte)                                                                                           | 1890er Jahre (Wohnhaus) | Wohnhaus in offener Bebauung; gründerzeitliche Klinkerfassade, baugeschichtlich von Bedeutung | 09221572 |
|                                         | Mietshaus | Haeckelstraße 13 (Karte)                                                                                          | 1890er Jahre (Mietshaus) | Mietshaus in offener Bebauung, mit Einfriedung; mittenbetonter gründerzeitlicher Putzbau mit Volutengiebel, seitlich Balkons, baugeschichtlich von Bedeutung | 09221569 |
|                                         | Wohnanlage Dresdner Straße                                                                                        | Kantstraße 1; 3 (Karte)                                                                                           | lt. Auskunft 1936 (Mehrfamilienwohnhaus) | Mehrfamilienhaus (mit zwei Eingängen) einer Wohnanlage, mit Einfriedung; Putzbau mit Klinkergliederung, stilistisch zwischen Moderne und Traditionalismus, baugeschichtlich von Bedeutung (vgl. Dresdner Str. 51- 55, 57-59a, 61-65, und Kantstraße 1/3, 2-6, 5-9, 6a-c) | 09221689 |
|                                         | Wohnanlage Dresdner Straße                                                                                        | Kantstraße 2; 4; 6 (Karte)                                                                                        | lt. Auskunft 1936 (Mehrfamilienwohnhaus) | Mehrfamilienhaus (mit drei Eingängen) einer Wohnanlage, mit Einfriedung; Putzbau mit Klinkergliederung, stilistisch zwischen Moderne und Traditionalismus, baugeschichtlich von Bedeutung (vgl. Dresdner Str. 51- 55, 57-59a, 61-65, und Kantstraße 1/3, 5-9, 6a-c) | 09221686 |
|                                         | Wohnanlage Dresdner Straße                                                                                        | Kantstraße 5; 7; 9 (Karte)                                                                                        | lt. Auskunft 1936 (Mehrfamilienwohnhaus) | Mehrfamilienhaus (mit drei Eingängen) einer Wohnanlage; Putzbau mit Klinkergliederung, stilistisch zwischen Moderne und Traditionalismus, baugeschichtlich von Bedeutung (vgl. Dresdner Str. 51- 55, 57-59a, 61-65, und Kantstraße 1/3, 2-6, 6a-c) | 09221687 |
|                                         | Wohnanlage Dresdner Straße                                                                                        | Kantstraße 6a; 6b; 6c (Karte)                                                                                     | lt. Auskunft 1936 (Mehrfamilienwohnhaus) | Mehrfamilienhaus (mit drei Eingängen) einer Wohnanlage; Putzbau mit Klinkergliederung, stilistisch zwischen Moderne und Traditionalismus, baugeschichtlich von Bedeutung (vgl. Dresdner Str. 51- 55, 57-59a, 61-65, und Kantstraße 1/3, 2-6, 5-9) | 09221688 |
|                                         | Wohnhaus | Kantstraße 19 (Karte)                                                                                             | um 1910 (Wohnhaus) | Doppelwohnhaus (zusammen mit Nordstraße 34) in Ecklage und in offener Bebauung; im Heimatstil, für Betriebsangehörige des Ferngaswerks gebaut, ortsgeschichtlich von Bedeutung | 09221704 |
|                                         | Mietshaus | Käthe-Kollwitz-Straße 40 (Karte)                                                                                  | 1890er Jahre (Mietshaus) | Mietshaus in offener Bebauung; gründerzeitliche Putzfassade mit zwei Seitenrisaliten, baugeschichtlich von Bedeutung | 09221626 |
|                                         | Mietshaus | Käthe-Kollwitz-Straße 42 (Karte)                                                                                  | um 1900 (Mietshaus) | Mietshaus in offener Bebauung; gründerzeitliche Putzbau, Mittelrisalit mit Balkon und Gesprengegiebel, baugeschichtlich von Bedeutung | 09221671 |
| Direkt Bild zu diesem Denkmal hochladen | Doppelmietshaus                                                                                                   | Mühlenstraße 18; 20 (Karte)                                                                                       | 1890er Jahre (Doppelmietshaus) | Doppelmietshaus in offener Bebauung; gründerzeitliche Klinkerfassade mit Balkons, baugeschichtlich von Bedeutung | 09221435 |
|                                         | Wohnanlage Nordstraße                                                                                             | Nordstraße 22; 22a; 22b; 24; 24a; 24b (Karte)                                                                     | lt. Auskunft 1913 (Mehrfamilienwohnhaus) | Vier Mehrfamilienhäuser einer Wohnanlage, mit Verbindungsgang zwischen den Häusern und Einfriedung zur Straße; winkelförmig um einen Hof gruppierte Wohnanlage, im Heimatstil, baugeschichtlich von Bedeutung (siehe auch Rathausstraße 17-17b) | 09221701 |
|                                         | Wohnhaus | Nordstraße 23 (Karte)                                                                                             | um 1905 (Wohnhaus) | Wohnhaus in offener Bebauung; zum Ferngaswerk gehörend, ortsgeschichtlich von Bedeutung | 09221702 |
|                                         | Gaswerk Mügeln | Nordstraße 25 (Karte)                                                                                             | um 1905 (Verwaltungsgebäude) | Verwaltungsgebäude des ehemaligen Gaswerkes; um 1900 eines der ersten Ferngaswerke Sachsens, Bau mit Einflüssen des Reformstils, ortsgeschichtliche und baugeschichtliche Bedeutung | 09221703 |
|                                         | Doppelwohnhaus | Nordstraße 26; 28 (Karte)                                                                                         | um 1910 (Doppelwohnhaus) | Doppelwohnhaus in offener Bebauung; im Heimatstil, für Betriebsangehörige des Ferngaswerks gebaut, ortsgeschichtlich von Bedeutung | 09221705 |
|                                         | Doppelwohnhaus | Nordstraße 30; 32 (Karte)                                                                                         | um 1910 (Doppelwohnhaus) | Doppelwohnhaus in offener Bebauung; im Heimatstil, für Betriebsangehörige des Ferngaswerks gebaut, ortsgeschichtlich von Bedeutung | 09221706 |
|                                         | Doppelwohnhaus | Nordstraße 34 (Karte)                                                                                             | um 1910 (Doppelwohnhaus) | Doppelwohnhaus (zusammen mit Kantstraße 19) in Ecklage und in offener Bebauung; im Heimatstil, für Betriebsangehörige des Ferngaswerks gebaut, ortsgeschichtlich von Bedeutung | 09221707 |
| Weitere Bilder                          | Sachgesamtheit Nordfriedhof Heidenau                                                                              | Nordstraße 35 (Karte)                                                                                             | um 1900 angelegt (Friedhof); bez. 1938 (Friedhofskapelle); nach 1918 (Kriegerdenkmal)                                                                                       | Sachgesamtheit Nordfriedhof mit folgenden Einzeldenkmalen: Kapelle, Aufbahrungshalle, einige bemerkenswerte Grabmale, Kriegerdenkmal für die Gefallenen des 1. Weltkrieges sowie Einfriedungsmauer im Südwesten mit zwei Friedhofstoren (Einzeldenkmale ID-Nr. 09221708); Friedhof der Ev. Christusgemeinde, Kapelle kleine Saalkirche mit Satteldach und Dachreiter, baugeschichtlich und ortsgeschichtlich von Bedeutung. | 09304413 |
|                                         | Nordfriedhof Heidenau (Einzeldenkmal zu ID-Nr. 09304413)                                                          | Nordstraße 35 (Karte)                                                                                             | um 1900 angelegt (Friedhof); bez. 1938 (Friedhofskapelle); nach 1918 (Kriegerdenkmal)                                                                                       | Einzeldenkmale der Sachgesamtheit Nordfriedhof Heidenau: Kapelle, Aufbahrungshalle, einige bemerkenswerte Grabmale, Kriegerdenkmal für die Gefallenen des 1. Weltkrieges sowie Einfriedungsmauer im Südwesten mit zwei Friedhofstoren; Friedhof der Ev. Christusgemeinde, Kapelle eine kleine Saalkirche mit Satteldach und Dachreiter, baugeschichtlich und ortsgeschichtlich von Bedeutung | 09221708 |
|                                         | Wohnanlage Wiesenstraße/Pillnitzer Straße                                                                         | Pillnitzer Straße 2 (Karte)                                                                                       | um 1930 (Mehrfamilienwohnhaus) | Mehrfamilienhaus einer Wohnanlage (Anschrift: Pillnitzer Straße 2 und Rathausstraße 1); im traditionalistischen Stil der 1920er/1930er Jahre, baugeschichtlich von Bedeutung | 09221660 |
|                                         | Wohnstallhaus | Pillnitzer Straße 6; 10; 12 (Karte)                                                                               | 1. Hälfte 19. Jh. (Wohnstallhaus); bez. 1895 (Scheune) | Wohnstallhaus (Nr. 6), Seitengebäude und Scheune (Nr. 10/12) eines Dreiseithofes, dazu Hofmauer und Toranlage; alte Ortslage Mügeln, große und geschlossen erhaltene Hofanlage in Massivbauweise, Wohnstallhaus mit Zwillingsfenster im Giebel, baugeschichtlich und ortsgeschichtlich von Bedeutung | 09221641 |
|                                         | Sachgesamtheit Wohnanlage Wasserstraße Heidenau-Mügeln (Einzeldenkmal zu ID-Nr. 09304301)                         | Pillnitzer Straße 17; 19 (Karte)                                                                                  | 1910er Jahre (Doppelwohnhaus) | Einzeldenkmal der Sachgesamtheit Wohnanlage Wasserstraße Heidenau-Mügeln: Doppelwohnhaus einer Wohnanlage; im Reform- und Heimatstil der Zeit um 1910, baugeschichtlich und städtebaulich von Bedeutung | 09221658 |
|                                         | Sowjetisches Ehrenmal                                                                                             | Platz der Freiheit (Karte)                                                                                        | 1947 (Gedenkstätte) | Sowjetisches Ehrenmal; Gedenkstein auf Sockel, geschichtlich von Bedeutung | 09221581 |
|                                         | Wohnanlage Platz der Freiheit                                                                                     | Platz der Freiheit 1; 2; 3; 4; 5; 6 (Karte)                                                                       | 1935–1936 (Mehrfamilienwohnhaus) | Mehrfamilienhaus einer Wohnanlage; stilistisch zwischen Klassischer Moderne und Traditionalismus, baugeschichtlich und städtebaulich von Bedeutung (vgl. Platz der Freiheit 7-10) | 09221560 |
|                                         | Wohnanlage Platz der Freiheit                                                                                     | Platz der Freiheit 7; 8; 9; 10 (Karte)                                                                            | 1936–1938 (Mehrfamilienwohnhaus) | Mehrfamilienhaus einer Wohnanlage (bildet bauliche Einheit mit Bahnhofstraße 2); stilistisch zwischen Tradition und Klassischer Moderne, mit Eckturm, baugeschichtlich und städtebaulich bedeutend (siehe auch Bahnhofstraße 2, vgl. Platz der Freiheit 1-6) | 09221369 |
|                                         | Wohnanlage Nordstraße                                                                                             | Rathausstraße 17; 17a; 17b (Karte)                                                                                | lt. Auskunft 1913 (Mehrfamilienwohnhaus) | Zwei Mehrfamilienhäuser einer Wohnanlage, und zwei Pforten der Einfriedung; winkelförmig angeordnete Wohnhausgruppe, im Heimatstil, baugeschichtlich von Bedeutung (siehe auch Nordstraße 22-24b) | 09221779 |
|                                         | Mietvilla | Rathausstraße 19 (Karte)                                                                                          | lt. Auskunft 1904 (Mietvilla) | Mietvilla mit Einfriedung; repräsentative gründerzeitliche Putz-Klinker-Fassade und Schmuckfachwerk in Drempel und Giebeln, mit Holzveranda zur Straße, zweigeschossiger Standerker zur Gartenseite, baugeschichtlich von Bedeutung | 09221697 |
|                                         | Mietshaus | Ringstraße 10 (Karte)                                                                                             | 1890er Jahre (Mietshaus) | Mietshaus in offener Bebauung; gründerzeitliche Putzfassade, baugeschichtlich von Bedeutung | 09221580 |
|                                         | Wohnanlage Ringstraße/Bahnhofstraße                                                                               | Ringstraße 14; 16; 18 (Karte)                                                                                     | 1920er Jahre (Mehrfamilienwohnhaus) | Mehrfamilienhaus einer Wohnanlage; im traditionalistischen Stil der 1920er Jahre, baugeschichtlich von Bedeutung (vgl. Bahnhofstraße 23a-d) | 09221565 |
|                                         | Restaurant und Café Central                                                                                       | Ringstraße 17 (Karte)                                                                                             | 1890er Jahre (Mietshaus) | Mietshaus in offener Bebauung und in Ecklage, ehemals mit Gaststätte; gründerzeitliche Putzfassade, Eckbetonung durch Balkons und Turm, Kopfbau an einer Straßengabelung, baugeschichtlich und städtebaulich von Bedeutung | 09221564 |
|                                         | Wohnhaus | Ringstraße 23; 23b (Karte)                                                                                        | nachträglich bez. 1743 (Wohnhaus); bez. 1854 (Wohnstallhaus); um 1830 (Scheune)                                                                                             | Wohnhaus (Nr. 23b), Wohnstallhaus (Nr. 23), Scheune und Torbogen vermutlich eines ehemaligen Mühlenanwesens; Wohnhaus Putzbau mit zwei Korbbogenportalen, langgestrecktes, massives Wohnstallhaus mit Krüppelwalmdach und Vorbau mit Korbbogenportal, massive Scheune, baugeschichtlich und ortsgeschichtlich von Bedeutung | 09221584 |
|                                         | Wohnhaus | Robert-Koch-Straße 4 (Karte)                                                                                      | um 1905 (Mietshaus) | Mietshaus in offener Bebauung; gründerzeitlicher Putzbau mit Seitenrisalit, baugeschichtlich von Bedeutung | 09221562 |
|                                         | Wohnhaus | Röntgenstraße 1 (Karte)                                                                                           | 1920er Jahre (Wohnhaus) | Mehrfamilienhaus in Ecklage; im Stil der 1920er Jahre, baugeschichtlich von Bedeutung | 09221566 |
|                                         | Mietshaus | Röntgenstraße 2 (Karte)                                                                                           | um 1900 (Mietshaus) | Mietshaus in offener Bebauung und in Ecklage; gründerzeitlicher Putzbau, Eckbetonung durch Haube, Kopfbau an einer Straßengabelung, baugeschichtlich und städtebaulich von Bedeutung | 09221378 |
|                                         | Mietshaus | Röntgenstraße 4 (Karte)                                                                                           | um 1905 (Mietshaus) | Mietshaus in offener Bebauung; gründerzeitlicher Putzbau mit Schmuckfachwerk-Giebel, baugeschichtlich von Bedeutung | 09221379 |
|                                         | Mietshaus | Röntgenstraße 6 (Karte)                                                                                           | 1890er Jahre (Mietshaus) | Mietshaus in Ecklage und in offener Bebauung; gründerzeitliche Klinkerfassade, baugeschichtlich von Bedeutung | 09221380 |
|                                         | Mietshaus | Röntgenstraße 8 (Karte)                                                                                           | 1890er Jahre (Mietshaus) | Mietshaus in offener Bebauung und in Ecklage, mit Einfriedung; gründerzeitlicher Putzbau, Eckbetonung durch Haube, Kopfbau an einer Straßengabelung, baugeschichtlich und städtebaulich von Bedeutung | 09221563 |
| Weitere Bilder                          | Bahnhof Heidenau-Nord; Müglitztalbahn und Eisenbahnstrecke Bodenbach – Dresden (Einzeldenkmal zu ID-Nr. 09221668) | Siegfried-Rädel-Straße 1 (Karte)                                                                                  | 1890 (Empfangsgebäude) | Bahnhof Heidenau-Nord; Eisenbahnstrecke Bodenbach – Dresden; Einzeldenkmale der Sachgesamtheit Müglitztalbahn, Teilabschnitt Heidenau: Empfangsgebäude eines Bahnhofs; Empfangsgebäude gründerzeitlicher Klinkerbau und baugeschichtlich regional singulär, Anfangsstation der Müglitztalbahn, eisenbahngeschichtlich, ortsgeschichtlich und baugeschichtlich von Bedeutung. | 09302459 |
|                                         | Mietshaus | Siegfried-Rädel-Straße 2 (Karte)                                                                                  | bez. 1909 (Mietshaus) | Mietshaus in offener Bebauung und in Ecklage; großes Mietshaus mit Ladeneinbau, reich gegliederte Fassade mit Giebeln und Erkern, markanter Dachreiter, im Reformstil der Zeit um 1910, baugeschichtlich von Bedeutung | 09221667 |
|                                         | Wohnhaus | Siegfried-Rädel-Straße 11 (Karte)                                                                                 | lt. Auskunft 1938 (Wohnhaus) | Wohnhaus in offener Bebauung, mit Einfriedung; Putzbau im traditionalistischen Stil der 1930er Jahre, straßenseitiges Fenster im 1. Obergeschoss links und rechts von Putto-Relief gerahmt, baugeschichtlich von Bedeutung | 09221670 |
|                                         | Wohnhaus | Siegfried-Rädel-Straße 33 (Karte)                                                                                 | um 1900 (Wohnhaus); um 1936 (Putto mit Schwan) | Wohnhaus in offener Bebauung und Gartenplastik; Putzbau mit übergiebeltem Seitenrisalit und Standerker mit Holzaltan, im Stil des Späthistorismus, im Innern Reste der originalen Ausstattung, Gartenplastik »Putto mit Schwan« in Kunststein (um 1936), baugeschichtlich und künstlerisch von Bedeutung | 09221674 |
| Weitere Bilder                          | Maschinenfabrik J. M. Lehmann Dresden-Heidenau                                                                    | Thomas-Mann-Straße 2; 4 (Karte)                                                                                   | 1924 (Kontorgebäude); 1942 (Sanitärgebäude); um 1910 (Fachwerkgebäude rechts des Eingangs); 1921 (Haupt-Fertigungsgebäude); 1920er/1930er Jahre (weitere Fertigungsgebäude) | Fabrik mit Pförtnerhaus und Kontorgebäude (Nr. 2), Maschinenhaus, Holzbearbeitungshalle, Garage, drei Werkshallen (Nr. 4), Sanitärgebäude, Lagergebäude, Fachwerkgebäude mit Verbindungsbau und auf dem Fabrikgelände Gedenkstein für Alwin Höntzsch; Fabrikbauten überwiegend in Ziegelbauweise, Kontorgebäude im Stil der Moderne der 1920er Jahre, Gedenkstein für den antifaschistischen Widerstandskämpfer Alwin Höntzsch, ortsgeschichtliche und technikgeschichtliche Bedeutung. Am 31. Dezember 2021 brannte die Werkhalle nieder.                                                                                | 09221427 |
| Direkt Bild zu diesem Denkmal hochladen | Villa Lehmann | Thomas-Mann-Straße 8 (Karte)                                                                                      | um 1910 (Fabrikantenvilla) | Fabrikantenvilla; Bestandteil der benachbarten Maschinenfabrik, gründerzeitlicher Putzbau mit Treppenturm, baugeschichtliche und ortshistorische Bedeutung | 09223021 |
|                                         | Postamt | Von-Stephan-Straße 2 (Karte)                                                                                      | 1930er Jahre (Post) | Postgebäude mit Nebengebäude, Hintergebäude mit Verbindungsbau und Toranlage; mehrteiliger Gebäudekomplex, Putzbauten im traditionalistischen Stil der 1930er Jahre, baugeschichtlich und ortsgeschichtlich von Bedeutung | 09221368 |
| Weitere Bilder                          | Sachgesamtheit Wohnanlage Wasserstraße Heidenau-Mügeln                                                            | Wasserstraße 1; 2; 3; 4; 4a; 4b; 4c; 5; 6; 6a; 7; 8; 9; 10; 11 (Karte)                                            | begonnen 1910er Jahre (Wohnanlage); 1927–1931 (Wohnanlage) | Sachgesamtheit Wohnanlage Wasserstraße Heidenau-Mügeln, mit den Einzeldenkmalen: 13 Mehrfamilienhäuser einer Wohnanlage (Einzeldenkmale ID-Nr. 09221655, ID-Nr. 09221657, ID-Nr. 09221654, ID-Nr. 09221653, ID-Nr. 09221656, ID-Nr.09221651, ID-Nr. 09221652, ID-Nr. 09221650, ID-Nr. 09221649, ID-Nr. 09221648, ID-Nr. 09221646, ID-Nr. 09221647 und ID-Nr. 09221644) und einem Doppelwohnhaus (ID-Nr. 09221658) und mit dem Sachgesamtheitsteil: Siedlungsgrün; Wohnanlage mit Putzbauten im traditionalistischen Stil der 1920er Jahre, zum Teil Art-Déco-Ornamentik, baugeschichtlich und städtebaulich von Bedeutung | 09304301 |
|                                         | Wohnanlage Wasserstraße Heidenau-Mügeln (Einzeldenkmal zu ID-Nr. 09304301)                                        | Wasserstraße 1; 3 (Karte)                                                                                         | um 1930 (Mehrfamilienwohnhaus) | Einzeldenkmal der Sachgesamtheit Wohnanlage Wasserstraße Heidenau-Mügeln: Mehrfamilienhaus (mit zwei Hausnummern) einer Wohnanlage; Putzbau im traditionalistischen Stil der 1920er Jahre, zum Teil Art-Déco-Ornamentik, baugeschichtlich und städtebaulich von Bedeutung (vgl. Nr. 2, 4-11 und Wiesenstraße 14) | 09221655 |
|                                         | Wohnanlage Wasserstraße Heidenau-Mügeln (Einzeldenkmal zu ID-Nr. 09304301)                                        | Wasserstraße 2 (Karte)                                                                                            | bez. 1930 (Mehrfamilienwohnhaus) | Einzeldenkmal der Sachgesamtheit Wohnanlage Wasserstraße Heidenau-Mügeln: Mehrfamilienhaus einer Wohnanlage; Putzbau im traditionalistischen Stil der 1920er Jahre, zum Teil Art-Déco-Ornamentik, baugeschichtlich und städtebaulich von Bedeutung (vgl. Nr. 1/3, 4-11 und Wiesenstraße 14) | 09221657 |
|                                         | Wohnanlage Wasserstraße Heidenau-Mügeln (Einzeldenkmal zu ID-Nr. 09304301)                                        | Wasserstraße 4 (Karte)                                                                                            | bez. 1929 (Mehrfamilienwohnhaus) | Einzeldenkmal der Sachgesamtheit Wohnanlage Wasserstraße Heidenau-Mügeln: Mehrfamilienhaus einer Wohnanlage; Putzbau im traditionalistischen Stil der 1920er Jahre, zum Teil Art-Déco-Ornamentik, baugeschichtlich und städtebaulich von Bedeutung (vgl. Nr. 1–3, 5–11 und Wiesenstraße 14) | 09221654 |
|                                         | Wohnanlage Wasserstraße Heidenau-Mügeln (Einzeldenkmal zu ID-Nr. 09304301)                                        | Wasserstraße 4a; 4b; 4c (Karte)                                                                                   | bez. 1931 (Mehrfamilienwohnhaus) | Einzeldenkmal der Sachgesamtheit Wohnanlage Wasserstraße Heidenau-Mügeln: Mehrfamilienhaus einer Wohnanlage; Putzbau im traditionalistischen Stil der 1920er Jahre, zum Teil Art-Déco-Ornamentik, baugeschichtlich und städtebaulich von Bedeutung (vgl. Nr. 1–4, 5–11 und Wiesenstraße 14) | 09221653 |
|                                         | Wohnanlage Wasserstraße Heidenau-Mügeln (Einzeldenkmal zu ID-Nr. 09304301)                                        | Wasserstraße 5 (Karte)                                                                                            | um 1930 (Mehrfamilienwohnhaus) | Einzeldenkmal der Sachgesamtheit Wohnanlage Wasserstraße Heidenau-Mügeln: Mehrfamilienhaus einer Wohnanlage; Putzbau im traditionalistischen Stil der 1920er Jahre, zum Teil Art-Déco-Ornamentik, baugeschichtlich und städtebaulich von Bedeutung (vgl. Nr. 1–4, 6–11 und Wiesenstraße 14) | 09221656 |
|                                         | Wohnanlage Wasserstraße Heidenau-Mügeln (Einzeldenkmal zu ID-Nr. 09304301)                                        | Wasserstraße 6 (Karte)                                                                                            | bez. 1929 (Mehrfamilienwohnhaus) | Einzeldenkmal der Sachgesamtheit Wohnanlage Wasserstraße Heidenau-Mügeln: Mehrfamilienhaus einer Wohnanlage; Putzbau im traditionalistischen Stil der 1920er Jahre, zum Teil Art-Déco-Ornamentik, baugeschichtlich und städtebaulich von Bedeutung (vgl. Nr. 1–5, 7–11 und Wiesenstraße 14) | 09221651 |
| Direkt Bild zu diesem Denkmal hochladen | Wohnanlage Wasserstraße Heidenau-Mügeln (Einzeldenkmal zu ID-Nr. 09304301)                                        | Wasserstraße 6a (Karte)                                                                                           | bez. 1930 (Mehrfamilienwohnhaus) | Einzeldenkmal der Sachgesamtheit Wohnanlage Wasserstraße Heidenau-Mügeln: Mehrfamilienhaus einer Wohnanlage; Putzbau im traditionalistischen Stil der 1920er Jahre, zum Teil Art-Déco-Ornamentik, baugeschichtlich und städtebaulich von Bedeutung (vgl. Nr. 1–6, 7–11 und Wiesenstraße 14) | 09221652 |
|                                         | Wohnanlage Wasserstraße Heidenau-Mügeln (Einzeldenkmal zu ID-Nr. 09304301)                                        | Wasserstraße 7 (Karte)                                                                                            | um 1930 (Mehrfamilienwohnhaus) | Einzeldenkmal der Sachgesamtheit Wohnanlage Wasserstraße Heidenau-Mügeln: Mehrfamilienhaus einer Wohnanlage; Putzbau im traditionalistischen Stil der 1920er Jahre, zum Teil Art-Déco-Ornamentik, baugeschichtlich und städtebaulich von Bedeutung (vgl. Nr. 1–6, 8–11 und Wiesenstraße 14) | 09221650 |
|                                         | Wohnanlage Wasserstraße Heidenau-Mügeln (Einzeldenkmal zu ID-Nr. 09304301)                                        | Wasserstraße 8 (Karte)                                                                                            | bez. 1929 (Mehrfamilienwohnhaus) | Einzeldenkmal der Sachgesamtheit Wohnanlage Wasserstraße Heidenau-Mügeln: Mehrfamilienhaus einer Wohnanlage; Putzbau im traditionalistischen Stil der 1920er Jahre, zum Teil Art-Déco-Ornamentik, baugeschichtlich und städtebaulich von Bedeutung (vgl. Nr. 1–7, 9–11 und Wiesenstraße 14) | 09221649 |
|                                         | Wohnanlage Wasserstraße Heidenau-Mügeln (Einzeldenkmal zu ID-Nr. 09304301)                                        | Wasserstraße 9 (Karte)                                                                                            | bez. 1927 (Mehrfamilienwohnhaus) | Einzeldenkmal der Sachgesamtheit Wohnanlage Wasserstraße Heidenau-Mügeln: Mehrfamilienhaus einer Wohnanlage; Putzbau im traditionalistischen Stil der 1920er Jahre, zum Teil Art-Déco-Ornamentik, baugeschichtlich und städtebaulich von Bedeutung (vgl. Nr. 1–8, 10, 11 und Wiesenstraße 14) | 09221648 |
|                                         | Wohnanlage Wasserstraße Heidenau-Mügeln (Einzeldenkmal zu ID-Nr. 09304301)                                        | Wasserstraße 10 (Karte)                                                                                           | bez. 1928 (Mehrfamilienwohnhaus) | Einzeldenkmal der Sachgesamtheit Wohnanlage Wasserstraße Heidenau-Mügeln: Mehrfamilienhaus einer Wohnanlage; Putzbau im traditionalistischen Stil der 1920er Jahre, zum Teil Art-Déco-Ornamentik, baugeschichtlich und städtebaulich von Bedeutung (vgl. Nr. 1–9, 11 und Wiesenstraße 14) | 09221646 |
|                                         | Wohnanlage Wasserstraße Heidenau-Mügeln (Einzeldenkmal zu ID-Nr. 09304301)                                        | Wasserstraße 11 (Karte)                                                                                           | um 1930 (Mehrfamilienwohnhaus) | Einzeldenkmal der Sachgesamtheit Wohnanlage Wasserstraße Heidenau-Mügeln: Mehrfamilienhaus einer Wohnanlage; Putzbau im traditionalistischen Stil der 1920er Jahre, zum Teil Art-Déco-Ornamentik, baugeschichtlich und städtebaulich von Bedeutung (vgl. Nr. 1–10 und Wiesenstraße 14) | 09221647 |
|                                         | Wohnanlage Wiesenstraße/Pillnitzer Straße                                                                         | Wiesenstraße 1 (Karte)                                                                                            | um 1930 (Mehrfamilienwohnhaus) | Mehrfamilienhaus einer Wohnanlage (Anschrift: Wiesenstraße 1 und Pillnitzer Straße 13), mit Einfriedung; im traditionalistischen Stil der 1920er/1930er Jahre, baugeschichtlich von Bedeutung | 09221643 |
|                                         | Wohnanlage Wiesenstraße/Pillnitzer Straße                                                                         | Wiesenstraße 3; 5 (Karte)                                                                                         | um 1930 (Mehrfamilienwohnhaus) | Mehrfamilienhaus einer Wohnanlage; im traditionalistischen Stil der 1920er/1930er Jahre, baugeschichtlich von Bedeutung | 09221659 |
|                                         | Wohnanlage Wasserstraße Heidenau-Mügeln                                                                           | Wiesenstraße 14 (Karte)                                                                                           | bez. 1928 (Mehrfamilienwohnhaus) | Einzeldenkmal der Sachgesamtheit Wohnanlage Wasserstraße Heidenau-Mügeln: Mehrfamilienhaus einer Wohnanlage; Putzbau im traditionalistischen Stil der 1920er Jahre, zum Teil Art-Déco-Ornamentik, baugeschichtlich und städtebaulich von Bedeutung (vgl. Wasserstraße 1-11) | 09221644 |

### Ehemaliges Denkmal (Heidenau)
| Bild                                    | Bezeichnung                                                                                     | Lage                           | Datierung | Beschreibung | ID       |
| --------------------------------------- | ----------------------------------------------------------------------------------------------- | ------------------------------ | --------- | --- | -------- |
| Direkt Bild zu diesem Denkmal hochladen | Stellwerk B1 und Nebengebäude an der Eisenbahnstrecke Bodenbach–Dresden (Bahnhof Heidenau-Nord) | Siegfried-Rädel-Straße (Karte) | 1976      | Typenbau der Deutschen Reichsbahn, eisenbahngeschichtlich und baugeschichtlich von Bedeutung, als eines der letzten erhaltenen Stellwerke dieser Bauart von besonderem Seltenheitswert. Im Jahr 2017 abgerissen, siehe auch oder . | 09305741 |

## Großsedlitz
| Bild                                    | Bezeichnung                                                                                            | Lage | Datierung | Beschreibung | ID       |
| --------------------------------------- | --- | --- | --- | --- | -------- |
| Direkt Bild zu diesem Denkmal hochladen | Denkmalschutzgebiet Klein- und Großsedlitz                                                             | (Klein- und Großsedlitz) (Karte)                                                                                            | 18. Jahrhundert und älter | Denkmalschutzgebiet Klein- und Großsedlitz | 09300014 |
| Direkt Bild zu diesem Denkmal hochladen | Wirtschaftsgebäude (Kammergut Sedlitz)                                                                 | Heimweg 1 (Karte) | Ende 18. Jh. (Wirtschaftsgebäude) | Einzeldenkmal der Sachgesamtheit Kammergut Sedlitz: Wirtschaftsgebäude (Ruine) des Kammergutes; ortsgeschichtlich von Bedeutung, Bestandteil der planmäßigen Bebauung im Zusammenhang mit der barocken Parkanlage Großsedlitz | 09221740 |
| Direkt Bild zu diesem Denkmal hochladen | Neues Verwalterhaus (Oberhof des Kammergutes Sedlitz)                                                  | Heimweg 2 (Karte) | um 1900 (Gutsverwalterhaus) | Wohnhaus eines Kammergutes; villenartiges Wohnhaus mit Eckturm und Zierfachwerk, im Stil des Historismus, Erweiterung des Kammergutes Sedlitz aus dem späten 19. Jahrhundert, baugeschichtlich und ortsgeschichtlich von Bedeutung | 09221731 |
| Direkt Bild zu diesem Denkmal hochladen | Heinrich-Heine-Schule Großsedlitz                                                                      | Parkstraße 32 (Karte) | 1894 (Schule) | Schulgebäude; alte Ortslage Großsedlitz, langgestreckter Putzbau mit jüngerem Anbau, baugeschichtliche und ortsgeschichtliche Bedeutung | 09221730 |
| Weitere Bilder                          | Sachgesamtheit Kammergut Sedlitz; Barockgarten Großsedlitz                                             | Parkstraße 46; 48; 50; 52; 54; 56; 58; 60; 62; 63; 65; 66; 66a; 67; 67a; 68; 69; 71; 73; 75; 77; 81; 83; 85; 87; 89 (Karte) | 1719–1727 (Schlosspark) | Sachgesamtheit Kammergut Sedlitz, mit den Einzeldenkmalen: Friedrichsschlösschen (mit den Kellergeschossen der abgebrochenen Gebäudeflügel), Barockgarten (Gartendenkmal) einschl. zweier Eingangstore und der Einfriedungsmauer, der Gartenskulpturen, Oberer Orangerie und Unterer Orangerie (Einzeldenkmal ID-Nr. 09304302) sowie Lindenallee der Parkstraße und Kastanienallee (Gartendenkmale).                                                                                        | 09221801 |
| Direkt Bild zu diesem Denkmal hochladen | Wohnhaus der Gutssiedlung (Kammergut Sedlitz)                                                          | Parkstraße 52 (Karte) | um 1720, später erweitert (Wohnhaus) | Einzeldenkmal der Sachgesamtheit Kammergut Sedlitz: Wohnhaus der Gutssiedlung; alte Ortslage Großsedlitz, ländliches Wohnhaus, schlichter Putzbau, Bestandteil der planmäßigen Bebauung im Zusammenhang mit der Parkanlage, baugeschichtlich von Bedeutung | 09221744 |
| Direkt Bild zu diesem Denkmal hochladen | Wohnhaus                                                                                               | Parkstraße 55 (Karte) | 1890er Jahre (Wohnhaus) | Wohnhaus; alte Ortslage Großsedlitz, mittenbetonte gründerzeitliche Putzfassade, baugeschichtlich von Bedeutung | 09221753 |
| Weitere Bilder                          | Wohnhaus der Gutssiedlung (Kammergut Sedlitz)                                                          | Parkstraße 56 (Karte) | um 1720, später erweitert (Wohnhaus) | Einzeldenkmal der Sachgesamtheit Kammergut Sedlitz: Wohnhaus der Gutssiedlung; alte Ortslage Großsedlitz, ländliches Wohnhaus, schlichter Putzbau, Bestandteil der planmäßigen Bebauung im Zusammenhang mit der Parkanlage, baugeschichtlich von Bedeutung | 09221739 |
| Weitere Bilder                          | Wohnhaus der Gutssiedlung (Kammergut Sedlitz)                                                          | Parkstraße 58 (Karte) | um 1850 (Wohnhaus); um 1720 (Nebengebäude) | Einzeldenkmal der Sachgesamtheit Kammergut Sedlitz: Wohnhaus der Gutssiedlung (Parkstraße 58), mit Hintergebäude (Neubauernweg 1); alte Ortslage Großsedlitz, ländliches Wohnhaus, schlichter Putzbau mit Korbbogenportal, ehemalige Schmiede, Bestandteil der planmäßigen Bebauung im Zusammenhang mit der Parkanlage, baugeschichtlich und ortsgeschichtlich von Bedeutung | 09221738 |
| Direkt Bild zu diesem Denkmal hochladen | Wohnhaus                                                                                               | Parkstraße 59 (Karte) | um 1850 (Wohnhaus) | Wohnhaus; alte Ortslage Großsedlitz, ländliches Wohnhaus, schlichter Putzbau, baugeschichtlich von Bedeutung | 09221752 |
| Weitere Bilder                          | Wohnhaus der Gutssiedlung (Kammergut Sedlitz)                                                          | Parkstraße 60 (Karte) | um 1850 (Wohnhaus) | Einzeldenkmal der Sachgesamtheit Kammergut Sedlitz: Wohnhaus der Gutssiedlung; alte Ortslage Großsedlitz, ländliches Wohnhaus, schlichter Putzbau, baugeschichtlich von Bedeutung | 09221736 |
| Weitere Bilder                          | Wohnhaus der Gutssiedlung (Kammergut Sedlitz)                                                          | Parkstraße 62 (Karte) | 2. Hälfte 19. Jh. (Wohnhaus) | Einzeldenkmal der Sachgesamtheit Kammergut Sedlitz: Wohnhaus der Gutssiedlung; alte Ortslage Großsedlitz, ländliches Wohnhaus, schlichter Putzbau, baugeschichtlich von Bedeutung | 09221737 |
| Direkt Bild zu diesem Denkmal hochladen | Wohnhaus der Gutssiedlung (Kammergut Sedlitz)                                                          | Parkstraße 65 (Karte) | um 1720, später überformt (Wohnhaus) | Einzeldenkmal der Sachgesamtheit Kammergut Sedlitz: Wohnhaus der Gutssiedlung, mit Nebengebäude; alte Ortslage Großsedlitz, ländliches Wohnhaus, schlichter Putzbau mit Korbbogenportal, Bestandteil der planmäßigen Bebauung im Zusammenhang mit der Parkanlage, baugeschichtlich von Bedeutung | 09221750 |
| Direkt Bild zu diesem Denkmal hochladen | Altes Verwalterwohnhaus (Kammergut Sedlitz)                                                            | Parkstraße 68 (Karte) | um 1720 (Wohnhaus) | Einzeldenkmal der Sachgesamtheit Kammergut Sedlitz: Verwalter-Wohnhaus des Kammergutes; schlichte Putzfassade, mit Korbbogenportal, ortsgeschichtlich von Bedeutung, Bestandteil der planmäßigen Bebauung im Zusammenhang mit der barocken Parkanlage Großsedlitz | 09221732 |
| Direkt Bild zu diesem Denkmal hochladen | Wohnhaus der Gutssiedlung (Kammergut Sedlitz)                                                          | Parkstraße 77 (Karte) | im Kern 18. Jh. (Wohnhaus) | Einzeldenkmal der Sachgesamtheit Kammergut Sedlitz: Wohnhaus der Gutssiedlung; alte Ortslage Großsedlitz, ländliches Wohnhaus, schlichter Putzbau, Bestandteil der planmäßigen Bebauung im Zusammenhang mit der Parkanlage, baugeschichtlich von Bedeutung | 09221735 |
| Direkt Bild zu diesem Denkmal hochladen | Gasthof Großsedlitz (Kammergut Sedlitz)                                                                | Parkstraße 81 (Karte) | im Kern Anfang 17. Jh. (Gasthof); 19. Jh. (Saal) | Einzeldenkmal der Sachgesamtheit Kammergut Sedlitz: ehemaliger Gasthof (mit Saal) und Torpfeiler; alte Ortslage Großsedlitz, eines der ältesten, noch erhaltenen Gebäude im Ort, Gasthof mit jüngerem Gesellschaftssaal, durch seine Lage unmittelbar am alten Eingang zum Barockgarten straßenbildprägend sowie wichtig für die Umgebung des Gartens, von ortsgeschichtlicher und kulturgeschichtlicher Bedeutung                                                                          | 09224926 |
| Direkt Bild zu diesem Denkmal hochladen | Wohnstallhaus des Gasthofes (Kammergut Sedlitz)                                                        | Parkstraße 83 (Karte) | im Kern 18. Jh. (Wohnstallhaus) | Einzeldenkmal der Sachgesamtheit Kammergut Sedlitz: ehemaliges Wohnstallhaus des Gasthofes, mit Anbau und Torpfeiler; alte Ortslage Großsedlitz, ländliches Gebäude, ursprünglich Seitengebäude des benachbarten Gasthofes, schlichter Putzbau, Bestandteil der planmäßigen Bebauung im Zusammenhang mit der Parkanlage, ortsgeschichtlich und baugeschichtlich von Bedeutung | 09221734 |
| Direkt Bild zu diesem Denkmal hochladen | Altes Gärtnerhaus (Kammergut Sedlitz)                                                                  | Parkstraße 85 (Karte) | um 1720 (Gärtnerhaus) | Einzeldenkmal der Sachgesamtheit Kammergut Sedlitz: Gärtnerhaus des Barockgartens; frei stehender, schlichter Putzbau mit Satteldach, am Rand des Großsedlitzer Parks, ortsgeschichtlich von Bedeutung | 09221729 |
| Weitere Bilder                          | Barockgarten Großsedlitz; Friedrichsschlösschen; Obere Orangerie; Untere Orangerie (Kammergut Sedlitz) | Parkstraße 87 (Karte) | 1872–1874 (Friedrichsschlösschen); 1719–1723 (Keller des Friedrichsschlösschens); 1720–1721 (Obere Orangerie); 1723–1727, erneuert 1861–1864 (Untere Orangerie); um 1720/1730 (Gartenskulptur) | Einzeldenkmale der Sachgesamtheit Kammergut Sedlitz: Friedrichsschlösschen (mit den Kellergeschossen der abgebrochenen Gebäudeflügel), zwei Eingangstore und Einfriedungsmauer, Skulpturen sowie Obere Orangerie und Untere Orangerie des Barockgartens; neobarockes Schlösschen des 19. Jahrhunderts, wertvolle barocke Obere Orangerie in einer der bedeutendsten barocken Parkanlagen Sachsens im französischen Stil, baugeschichtlich, ortsgeschichtlich und künstlerisch von Bedeutung | 09304302 |

## Kleinsedlitz
| Bild                                    | Bezeichnung               | Lage                            | Datierung                         | Beschreibung | ID       |
| --------------------------------------- | ------------------------- | ------------------------------- | --------------------------------- | --- | -------- |
| Weitere Bilder                          | Kleinsedlitzer Wasserturm | (Karte)                         | 1949–1951 (Wasserturm)            | Wasserturm; Ziegelbau mit Flachdach, im Stil der Moderne, Rundturm zur Wasserversorgung von Groß- und Kleinsedlitz, baugeschichtlich und technikgeschichtlich von Bedeutung                                             | 09221724 |
| Direkt Bild zu diesem Denkmal hochladen | Wohnstallhaus             | Parkstraße 3 (Karte)            | 1. Hälfte 19. Jh. (Wohnstallhaus) | Bauernhof mit Wohnstallhaus und Scheune; alte Ortslage Kleinsedlitz, Wohnstallhaus schlichter ländlicher Putzbau, baugeschichtlich von Bedeutung                                                                        | 09221722 |
| Direkt Bild zu diesem Denkmal hochladen | Toreinfahrt               | Parkstraße 13 (Karte)           | 19. Jh. (Toreinfahrt)             | Hofmauer mit Toreinfahrt und Pforte eines ehemaligen Bauernhofes; alte Ortslage Kleinsedlitz, ortstypische Hofzufahrt, baugeschichtlich von Bedeutung                                                                   | 09221719 |
| Direkt Bild zu diesem Denkmal hochladen | Villa                     | Parkstraße 20 (Karte)           | um 1905 (Villa)                   | Villa; alte Ortslage Kleinsedlitz, gründerzeitlicher Putzbau mit Schmuckfachwerk und Holzveranda, ortsentwicklungsgeschichtlich von Bedeutung                                                                           | 09221727 |
| Direkt Bild zu diesem Denkmal hochladen | Villa                     | Pechhüttenstraße 2 (Karte)      | um 1910 (Villa)                   | Villa mit Villengarten, Toreinfahrt und Einfriedung; im Reformstil der Zeit um 1910, baugeschichtlich von Bedeutung | 09221754 |
| Direkt Bild zu diesem Denkmal hochladen | Villa                     | Pechhüttenstraße 4 (Karte)      | um 1910 (Villa)                   | Villa, mit Gartenpavillon und Einfriedung; Putzbau mit Mansarddach, im Reformstil der Zeit um 1910, baugeschichtlich von Bedeutung                                                                                      | 09221710 |
| Direkt Bild zu diesem Denkmal hochladen | Villa                     | Pechhüttenstraße 6 (Karte)      | bez. 1895 (Villa)                 | Villa mit Einfriedung, Toreinfahrt und Torbäumen; herrschaftliche Villa, Putzbau mit Fachwerk-Obergeschoss, zum Teil originale Ausstattung, baugeschichtlich von Bedeutung                                              | 09221711 |
| Direkt Bild zu diesem Denkmal hochladen | Villa                     | Pechhüttenstraße 8 (Karte)      | um 1900 (Villa)                   | Villa; Putzbau mit Schmuckfachwerk, baugeschichtlich von Bedeutung | 09221712 |
| Direkt Bild zu diesem Denkmal hochladen | Schloss Lützow            | Pechhüttenstraße 10 (Karte)     | 2. Hälfte 19. Jh. (Villa)         | Villa mit Villengarten; herrschaftliche Villa mit Turm, streng gegliederte Putzfassade, aufwändiger Eingangsvorbau, im Stil der Neorenaissance, baugeschichtlich von Bedeutung                                          | 09221713 |
| Direkt Bild zu diesem Denkmal hochladen | Wohnstallhaus             | Pechhüttenstraße 14 (Karte)     | 1. Hälfte 19. Jh. (Wohnstallhaus) | Ehemaliges Wohnstallhaus eines Bauernhofes; alte Ortslage Kleinsedlitz, schlichter Putzbau, Obergeschoss hofseitig Fachwerk verputzt, baugeschichtlich von Bedeutung                                                    | 09221716 |
| Direkt Bild zu diesem Denkmal hochladen | Wohnstallhaus             | Pechhüttenstraße 20 (Karte)     | bez. 1830 (Wohnstallhaus)         | Wohnstallhaus und Scheune eines Zweiseithofes; alte Ortslage Kleinsedlitz, Wohnstallhaus schlichter Putzbau mit Korbbogenportal und Krüppelwalmdach, massive Scheune, baugeschichtlich von Bedeutung                    | 09221717 |
| Direkt Bild zu diesem Denkmal hochladen | Wohnhaus                  | Pechhüttenstraße 36 (Karte)     | 1910er Jahre (Wohnhaus)           | Wohnhaus, mit Nebengebäude; Landhaus am Ortsrand, im Reformstil der Zeit um 1910, baugeschichtlich von Bedeutung | 09221725 |
| Direkt Bild zu diesem Denkmal hochladen | Villa                     | Sedlitzer Straße 47 (Karte)     | um 1900 (Villa)                   | Villa mit Einfriedung; malerisch gestalteter Putzbau mit Schmuckfachwerk, baugeschichtlich von Bedeutung | 09221386 |
| Direkt Bild zu diesem Denkmal hochladen | Villa                     | Sedlitzer Straße 49; 51 (Karte) | um 1900 (Villa)                   | Villa (Nr. 49) mit Nebengebäude (Nr. 51); malerisch gestalteter Putzbau mit Schmuckfachwerk, Holzbalkons und Turm, mit farbig verglastem Treppenhausfenster, Anklänge an den Jugendstil, baugeschichtlich von Bedeutung | 09221385 |

## Ausführliche Denkmaltexte
1. ↑  Sachgesamtheit Müglitztalbahn mit folgenden Sachgesamtheitsbestandteilen in den Gemeinden Altenberg (OT Altenberg ID-Nr. 09302512, OT Bärenstein ID-Nr. 09302501, Geising ID-Nr. 09302509, Lauenstein ID-Nr. 09302503), Dohna (OT Dohna ID-Nr. 09302460, Köttewitz ID-Nr. 09302470), Glashütte (OT Bärenhecke ID-Nr. 09303958, OT Cunnersdorf ID-Nr. 09302486, OT Dittersdorf ID-Nr. 09302500, OT Glashütte ID-Nr. 09302487, OT Neudörfel ID-Nr. 09304277, OT Rückenhain ID-Nr. 09304363, OT Schlottwitz ID-Nr. 09302482), Liebstadt (OT Großröhrsdorf ID-Nr. 09302481), Müglitztal (OT Burkhardswalde ID-Nr. 09302477, OT Mühlbach ID-Nr. 09302479 und Weesenstein ID-Nr. 09302475) – singuläre Anlage einer Schmalspurbahn von technikgeschichtlicher und überregionaler geschichtlicher Bedeutung, bedeutsames Denkmal der Eisenbahngeschichte.
2. ↑  Sachgesamtheit Kammergut Sedlitz 

Altes Gärtnerhaus des Barockgartens (Einzeldenkmal ID-Nr. 09221729), Verwalter-Wohnhaus des Kammergutes (Einzeldenkmal ID-Nr. 09221732) und Wirtschaftsgebäude (Ruine) des Kammergutes (Einzeldenkmal ID-Nr. 09221740), einzelne Wohnhäuser der Gutssiedlung (Einzeldenkmal ID-Nr. 09221744, ID-Nr. 09221739, ID-Nr. 09221738, ID-Nr. 09221736, ID-Nr. 09221737, ID-Nr. 09221750, ID-Nr. 09221735), ehemaliger Gasthof (Einzeldenkmal ID-Nr. 09224926, ID-Nr. 09221734), weiterhin mit den Sachgesamtheitsteilen: weitere Wohnhäuser der Gutssiedlung (Parkstraße 46, 48, 50, 54, 63, 66, 66a, 67, 67a, 69, 71, 73, 75) und Nebengebäude im Barockgarten (Parkstraße 89) – eine der bedeutendsten barocken Parkanlagen Sachsens im französischen Stil, auf mehreren Ebenen, mit zahlreichen Treppenanlagen, Terrassen, Wasserbassins, Hainbuchenhecken und Altbaumbestand, dazu die Parkstraße mit barocker Lindenallee und kleinen ländlichen Wohnhäusern, ferner sogen. Oberhof (Kammergut Sedlitz) am Heimweg, alles Bestandteile der planmäßigen Bebauung im Zusammenhang mit der Parkanlage Großsedlitz, baugeschichtlich, gartenkünstlerisch und landschaftsgestaltend von Bedeutung.

## Einzelnachweis
1. ↑  Feuerwehr rückt nach Großbrand in Fabrikhalle zweites Mal aus auf www.mdr.de